# Sevilla
Sevilla là thành phố nằm ở phía nam Tây Ban Nha, là thành phố lớn nhất và thủ phủ của vùng Andalucía và tỉnh Sevilla, nằm ở hạ lưu sông Guadalquivir, nơi có cảng cho tàu biển, phía tây nam bán đảo Iberia.
Seville có dân số thành thị khoảng 701.000 người vào năm 2022 và dân số khoảng 1,5 triệu người, là thành phố lớn nhất ở Andalusia, thành phố lớn thứ tư ở Tây Ban Nha và đô thị đông dân thứ 26 trong Liên minh Châu Âu. Khu phố cổ với diện tích 4 kilômét vuông (2 dặm vuông Anh) được UNESCO công nhận là Di sản Thế giới bao gồm ba công trình: quần thể cung điện Alcázar - hoàng cung được người Moors xây năm 1181, Nhà thờ chính tòa Sevilla và Kho lưu trữ chung Ngoại Ấn. Cảng Seville cách Đại Tây Dương khoảng 80 kilômét (50 dặm) là cảng sông duy nhất ở Tây Ban Nha.
Thành phố này xuất khẩu rượu vang, dầu ô liu, cam và mỏ kim loại. Đây cũng là nơi có các ngành công nghiệp đóng hộp cá, chưng cất rượu, sản xuất gang thép, đồ sành sứ, thuốc lá, xà phòng. Du lịch cũng là một ngành kinh tế quan trọng.
Các di tích của nền văn minh người Moor tại thành phố này còn lưu lại ở các tuyến phố nhỏ hẹp và ngoằn ngoèo, các tòa nhà trắng, các đài nước và các tường thành một thời bao quanh thành phố. Sevilla có công trình kiến trúc nổi bật là  xây theo phong cách Gothic trên nền một nhà thờ Hồi giáo thế kỷ 12, được khởi công vào năm 1402 và hoàn thành vào năm 1519. Nhà thờ này lưu giữ nhiều tác phẩm hội họa nổi tiếng thế giới của các họa sĩ Tây Ban Nha El Greco, Murillo, Zurbarán. Tháp chuông Giralda của nhà thờ này cao hơn 91 m. Thành phố này có Đại học Sevilla (tiếng Tây Ban Nha: Universidad de Sevilla) được thành lập năm 1502. Thư viện thành phố này lưu trữ nhiều sách, ghi chép và tài liệu về lịch sử và sự cai trị của đế quốc Tây Ban Nha ở châu Mỹ.
Thời cổ gọi là Hispalis, Seville đã bị Julius Caesar chiếm vào năm 45 TCN, sau thế kỷ 4, Seville đã lần lượt bị người Vandal, Visigoth và Moor chiếm giữ. Thành phố đã trở thành một trung tâm văn hóa phát triển dưới thời người Moor từ năm 712 đến năm 1248. Sau đó thành phố bị Ferdinand III của Castile và León chiếm giữ. Việc Tây Ban Nha chiếm châu Mỹ và bắt đầu hoạt động thương mại năm 1492 đã mang lại lợi ích cho thành phố này khi thương mại xuyên châu lục phát triển nhanh, biến Seville trở thành một trong những thành phố lớn nhất ở Tây Âu vào thế kỷ 16. Đến thế kỷ 17 và 18, thành phố Seville đã trở thành trung tâm văn hóa hàng đầu ở Tây Ban Nha.
Đến thế kỷ 20, Seville chứng kiến những thăng trầm của Nội chiến Tây Ban Nha, những cột mốc văn hóa quyết định như Triển lãm Iberia-Mỹ năm 1929 và Expo '92, cuộc bầu cử thành phố trở thành thủ phủ của Vùng tự trị Andalusia.

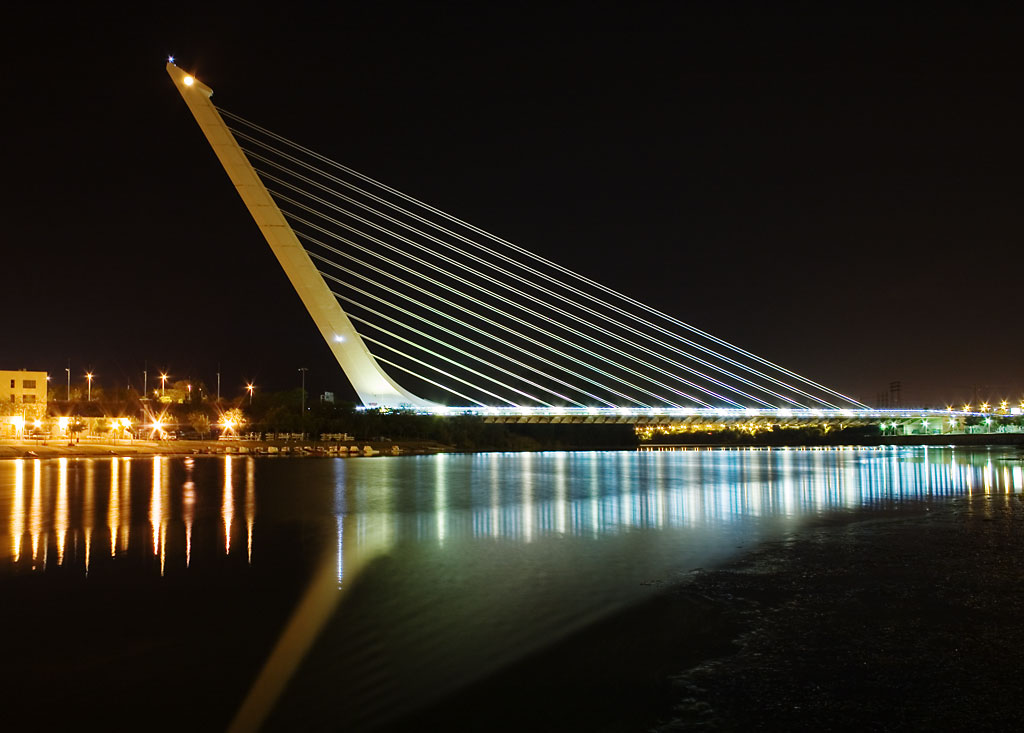
cầu Alamillo

## Khí hậu
| Dữ liệu khí hậu của Sevilla (1981–2010)  | Dữ liệu khí hậu của Sevilla (1981–2010) | Dữ liệu khí hậu của Sevilla (1981–2010) | Dữ liệu khí hậu của Sevilla (1981–2010) | Dữ liệu khí hậu của Sevilla (1981–2010) | Dữ liệu khí hậu của Sevilla (1981–2010) | Dữ liệu khí hậu của Sevilla (1981–2010) | Dữ liệu khí hậu của Sevilla (1981–2010) | Dữ liệu khí hậu của Sevilla (1981–2010) | Dữ liệu khí hậu của Sevilla (1981–2010) | Dữ liệu khí hậu của Sevilla (1981–2010) | Dữ liệu khí hậu của Sevilla (1981–2010) | Dữ liệu khí hậu của Sevilla (1981–2010) | Dữ liệu khí hậu của Sevilla (1981–2010) |
| Tháng                                    | 1                                       | 2                                       | 3                                       | 4                                       | 5                                       | 6                                       | 7                                       | 8                                       | 9                                       | 10                                      | 11                                      | 12                                      | Năm                                     |
| ---------------------------------------- | --------------------------------------- | --------------------------------------- | --------------------------------------- | --------------------------------------- | --------------------------------------- | --------------------------------------- | --------------------------------------- | --------------------------------------- | --------------------------------------- | --------------------------------------- | --------------------------------------- | --------------------------------------- | --------------------------------------- |
| Cao kỉ lục °C (°F)                       | 24.2 (75.6)                             | 28.0 (82.4)                             | 32.9 (91.2)                             | 35.4 (95.7)                             | 39.1 (102.4)                            | 45.2 (113.4)                            | 46.6 (115.9)                            | 45.9 (114.6)                            | 42.6 (108.7)                            | 36.6 (97.9)                             | 31.2 (88.2)                             | 24.5 (76.1)                             | 46.6 (115.9)                            |
| Trung bình ngày tối đa °C (°F)           | 16.0 (60.8)                             | 18.1 (64.6)                             | 21.9 (71.4)                             | 23.4 (74.1)                             | 27.2 (81.0)                             | 32.2 (90.0)                             | 36.0 (96.8)                             | 35.5 (95.9)                             | 31.7 (89.1)                             | 26.0 (78.8)                             | 20.2 (68.4)                             | 16.6 (61.9)                             | 25.4 (77.7)                             |
| Trung bình ngày °C (°F)                  | 10.9 (51.6)                             | 12.5 (54.5)                             | 15.6 (60.1)                             | 17.3 (63.1)                             | 20.7 (69.3)                             | 25.1 (77.2)                             | 28.2 (82.8)                             | 27.9 (82.2)                             | 25.0 (77.0)                             | 20.2 (68.4)                             | 15.1 (59.2)                             | 11.9 (53.4)                             | 19.2 (66.6)                             |
| Tối thiểu trung bình ngày °C (°F)        | 5.7 (42.3)                              | 7.0 (44.6)                              | 9.2 (48.6)                              | 11.1 (52.0)                             | 14.2 (57.6)                             | 18.0 (64.4)                             | 20.3 (68.5)                             | 20.4 (68.7)                             | 18.2 (64.8)                             | 14.4 (57.9)                             | 10.0 (50.0)                             | 7.3 (45.1)                              | 13.0 (55.4)                             |
| Thấp kỉ lục °C (°F)                      | −4.4 (24.1)                             | −5.5 (22.1)                             | −2.0 (28.4)                             | 1.0 (33.8)                              | 3.8 (38.8)                              | 8.4 (47.1)                              | 11.4 (52.5)                             | 12.0 (53.6)                             | 8.6 (47.5)                              | 2.0 (35.6)                              | −1.4 (29.5)                             | −4.8 (23.4)                             | −5.5 (22.1)                             |
| Lượng Giáng thủy trung bình mm (inches)  | 66 (2.6)                                | 50 (2.0)                                | 36 (1.4)                                | 54 (2.1)                                | 30 (1.2)                                | 10 (0.4)                                | 2 (0.1)                                 | 5 (0.2)                                 | 27 (1.1)                                | 68 (2.7)                                | 91 (3.6)                                | 99 (3.9)                                | 539 (21.2)                              |
| Số ngày giáng thủy trung bình (≥ 1.0 mm) | 6.1                                     | 5.8                                     | 4.3                                     | 6.1                                     | 3.7                                     | 1.3                                     | 0.2                                     | 0.5                                     | 2.4                                     | 6.1                                     | 6.4                                     | 7.5                                     | 50.5                                    |
| Độ ẩm tương đối trung bình (%)           | 71                                      | 67                                      | 59                                      | 57                                      | 53                                      | 48                                      | 44                                      | 48                                      | 54                                      | 62                                      | 70                                      | 74                                      | 59                                      |
| Số giờ nắng trung bình tháng             | 183                                     | 189                                     | 220                                     | 238                                     | 293                                     | 317                                     | 354                                     | 328                                     | 244                                     | 216                                     | 181                                     | 154                                     | 2.917                                   |
| Nguồn: Agencia Estatal de Meteorología   |                                         |                                         |                                         |                                         |                                         |                                         |                                         |                                         |                                         |                                         |                                         |                                         |                                         |

## Lịch sử
Seville có lịch sử gần 2.200 năm tuổi. Các nền văn minh đã góp phần vào sự phát triển của Seville đã để lại cho thành phố một cá tính riêng biệt, một trung tâm lịch sử lớn và được bảo tồn tốt.

### Thời cổ đại

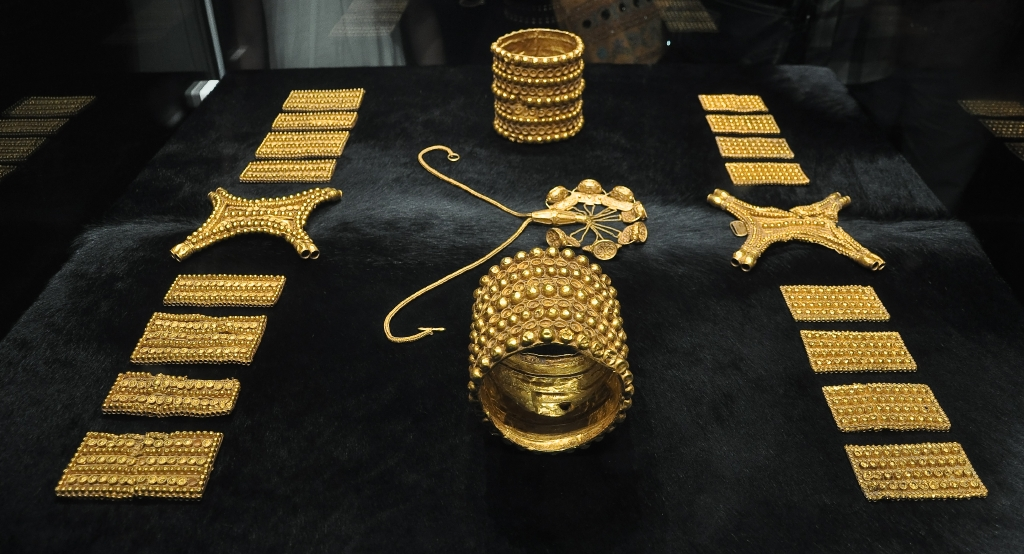
Kho báu El Carambolo, thuộc về ngôi đền cổ của người Phoenicia hoặc Tartessos nằm trên ngọn đồi mang tên kho báu này.

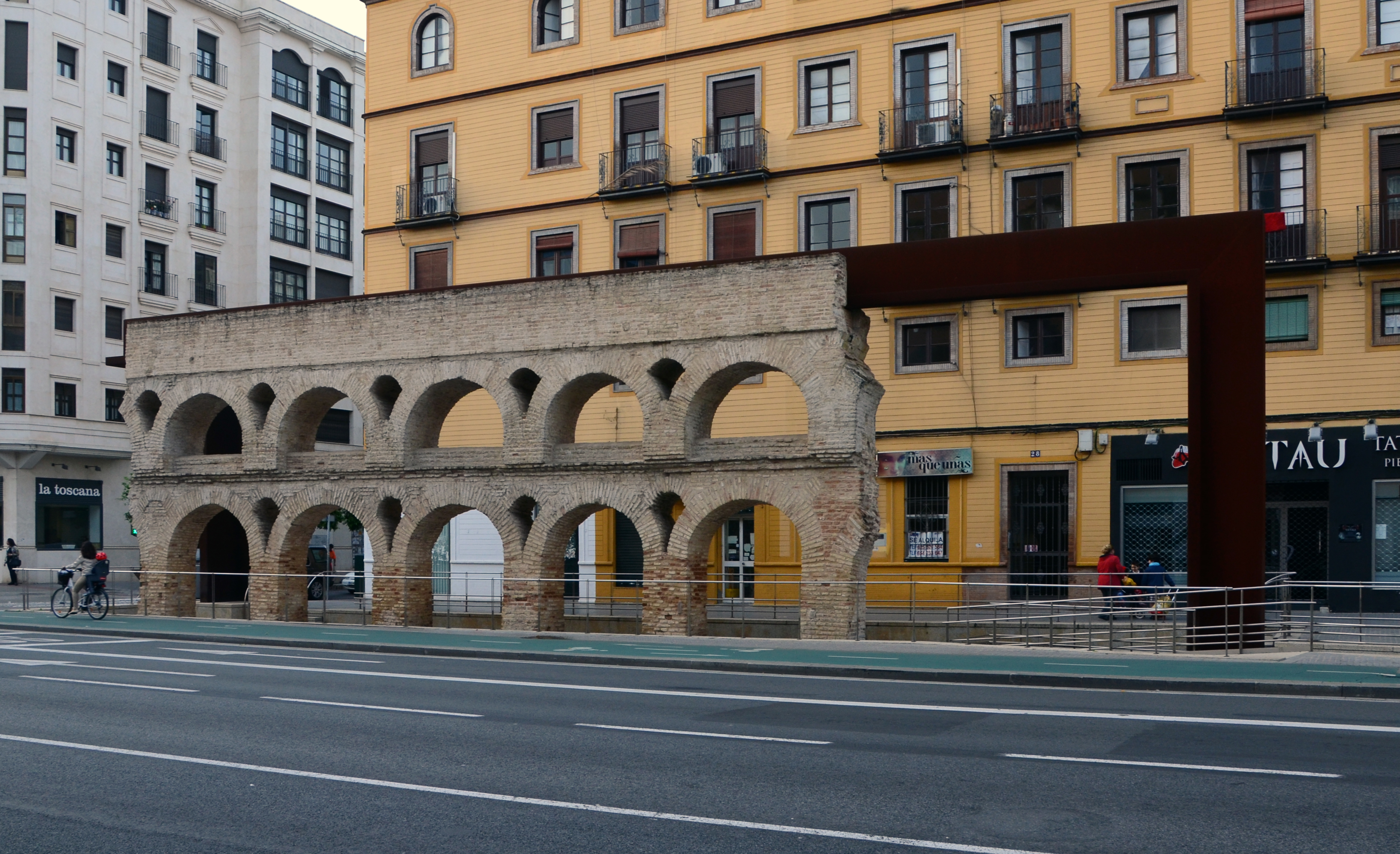
Một phần của Caños de Carmona

Nguồn gốc ban đầu của thành phố nằm ở một khu vực giống như bán đảo nằm bên bờ trái sông Guadalquivir. Tên gọi ban đầu của khu định cư có thể là Hisbaal, liên quan đến Baal, một trong những vị thần quan trọng nhất trong hệ thần của nền văn minh Phoenicia. Hiện nay, vẫn còn tranh cãi giữa các nhà sử học về việc liệu nơi đây được thành lập bởi người Phoenicia hay người Tartessos. Theo những người ủng hộ giả thuyết của người Phoenicia, Tartessos không phải là một dân tộc mà chỉ là cái tên mà các nguồn tài liệu Hy Lạp đặt cho khu vực ở phía tây nam bán đảo.
Năm 206 TCN, trong cuộc Chiến tranh Punic lần thứ hai, quân đội La Mã dưới sự chỉ huy của tướng Scipio Africanus đã tiến vào khu vực này và đánh bại người Carthage đang sinh sống và bảo vệ khu vực. Scipio đã quyết định thành lập Itálica, nơi sinh của hoàng đế La Mã Trajan, và có thể cả Hadrianus và Theodosius I Đại Đế, tại khu vực Itálica gần đó (nay là thị trấn Santiponce).
Theo Tổng giám mục người Visigoth, Thánh Isidoro de Sevilla, tại nơi sau này trở thành thành phố Sevilla, Julius Caesar đã thành lập Colonia Iulia Romula Hispalis, La Mã hóa tên gọi của khu dân cư bản địa ban đầu của thành phố (Ispal) thành Hispalis, thêm vào đó chữ Iulia theo tên của ông và Romula theo tên của Roma, một cách đặt tên thường thấy ở các thuộc địa La Mã. Theo nhà sử học Antonio Caballos Rufino, thuộc địa La Mã này được thiết lập bởi phó tổng trấn Gaius Asinius Pollio.
Vào giữa thế kỷ I TCN, Hispalis đã có tường thành và một khu diễn đàn, với hoạt động thương mại cảng biển sôi động, sự mở rộng đô thị và định hình các khu vực chức năng được củng cố vào giữa thế kỷ I SCN. Với sự tái tổ chức của đế chế, thành phố trẻ này trở thành thủ phủ của một trong bốn conventus iuridici thuộc tỉnh Baetica, nơi Corduba là thủ phủ chính. Khu vực quanh con phố hiện nay là Mármoles được cho là vị trí của khu diễn đàn thời kỳ La Mã đế quốc, đặc biệt các khu vực đô thị liên quan đến hoạt động cảng và thương mại rất phát triển vào thời kỳ đế chế La Mã cao điểm.
Đạo Kitô giáo đã đến thành phố từ sớm, và vào thế kỷ III, hai chị em thánh Justa và Rufina (hiện là một trong những thánh bảo trợ của thành phố) được cho là đã bị tử vì đạo vì từ chối thờ cúng nữ thần Astarté theo truyền thuyết.

### Thời Trung Cổ
Sau cuộc chinh phục Hồi giáo trên bán đảo Iberia, Sevilla (Spalis) dường như đã bị Musa ibn Nusayr chiếm đóng vào cuối mùa hè năm 712 khi ông trên đường đến Mérida. Tuy nhiên, thành phố phải được tái chiếm vào tháng 7 năm 713 bởi quân đội do con trai ông, Abd al-Aziz ibn Musa, chỉ huy, vì người dân Visigoth đã chạy trốn đến Beja trước đó đã quay trở lại Sevilla khi Musa rời đi Mérida. Trụ sở của Wali của Al-Andalus (đơn vị hành chính thuộc Vương triều Umayyad) được đặt tại thành phố này cho đến năm 716, khi thủ đô của Al-Andalus được chuyển đến Córdoba.
Sevilla (Ishbīliya) đã bị người Viking cướp phá vào giữa thế kỷ 9. Sau khi người Viking đến vào ngày 25 tháng 9 năm 844, Sevilla bị chiếm vào ngày 1 tháng 10 và bị chiếm đóng trong 40 ngày trước khi quân xâm lược rút lui. Trong thời kỳ cai trị của Umayyad, dưới bối cảnh Andalusi-Arab, phần lớn dân cư là những người Muladi (người cải sang Hồi giáo), cùng với các cộng đồng thiểu số Kitô giáo và Do Thái. Đến thế kỷ 12, khi người Almohad đến, Sevilla vẫn là nơi đặt Tổng giám mục của cộng đồng Kitô giáo, nhân vật tôn giáo Kitô giáo cao nhất tại Al-Andalus. Tuy nhiên, việc di dời di vật của Thánh Isiđôrô đến León vào khoảng năm 1063, trong thời kỳ taifa, đã gợi ý về tình hình tồi tệ hơn đối với cộng đồng Kitô giáo địa phương.
Một vương quốc taifa hùng mạnh với thủ đô ở Sevilla đã xuất hiện sau năm 1023, trong bối cảnh cuộc nội chiến ở Al-Andalus. Dưới sự cai trị của triều đại Abbadid, vương quốc này mở rộng bằng cách sáp nhập các taifa lân cận nhỏ hơn. Trong thời kỳ taifa, Sevilla trở thành một trung tâm học thuật và văn học quan trọng. Sau vài tháng bị bao vây, Sevilla bị người Almoravid chinh phục vào năm 1091.
Thành phố rơi vào tay người Almohad vào ngày 17 tháng 1 năm 1147 (12 Shaʽban 541). Sau một giai đoạn ổn định ban đầu của người Almohad ở Sevilla và một thời gian ngắn di chuyển thủ đô của Al-Andalus đến Córdoba vào năm 1162 (dẫn đến hậu quả nghiêm trọng cho Sevilla, với tình trạng mất dân cư và đói kém), Sevilla trở thành trụ sở chính thức của phần Andalusi thuộc Đế chế Almohad vào năm 1163, trở thành thủ đô song song với Marrakesh. Người Almohad đã thực hiện một đợt đổi mới đô thị lớn. Đến cuối thế kỷ 12, khu vực được bao quanh bởi tường thành có lẽ chứa khoảng 80.000 cư dân.

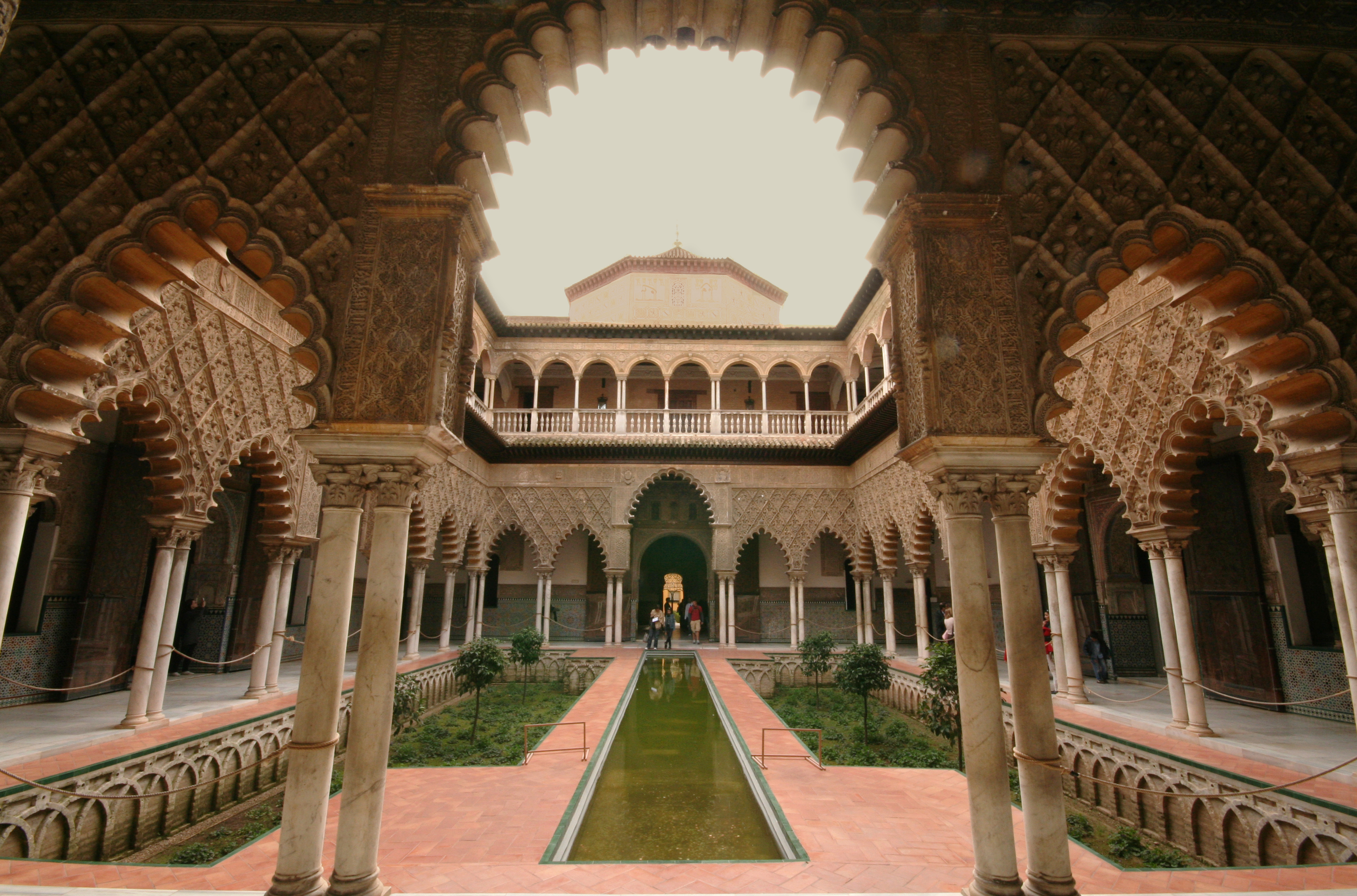
The Patio de las Doncellas trong Alcázar của Sevilla

Trong bối cảnh rộng hơn của cuộc chinh phục thung lũng Guadalquivir của Castile-Leon vào thế kỷ 13, Ferdinand III đã bao vây Sevilla vào năm 1247. Một cuộc phong tỏa hải quân được thực hiện để ngăn chặn viện trợ cho thành phố. Thành phố đầu hàng vào ngày 23 tháng 11 năm 1248, sau mười lăm tháng bị bao vây. Điều kiện đầu hàng yêu cầu toàn bộ dân cư rời khỏi Sevilla, và các nguồn tin đương thời xác nhận rằng một cuộc di dời hàng loạt người dân khỏi thành phố đã diễn ra.
Sự phát triển của thành phố tiếp tục sau cuộc chinh phục của Castilla vào năm 1248. Các công trình công cộng được xây dựng, bao gồm các nhà thờ—nhiều nhà thờ trong số đó được xây dựng theo phong cách Mudéjar và Gothic, như Nhà thờ lớn Sevilla, được xây dựng vào thế kỷ 15 theo kiến trúc Gothic. Nhiều công trình của người Moor được chuyển đổi thành các công trình Công giáo, như thông lệ của Giáo hội Công giáo trong thời kỳ Reconquista. Cung điện của người Moor trở thành nơi ở hoàng gia Castilla, và dưới triều đại của Pedro I, nó được thay thế bởi Alcázar (các tầng trên hiện vẫn được hoàng gia Tây Ban Nha sử dụng làm nơi ở chính thức tại Sevilla).  
Trong cuộc tàn sát người Do Thái năm 1391, tất cả các hội đường ở Sevilla bị chuyển đổi thành nhà thờ (được đổi tên thành Santa María la Blanca, San Bartolomé, Santa Cruz, và Convento Madre de Dios). Đất đai và cửa hàng của khu Do Thái (nằm ở khu phố Santa Cruz ngày nay) bị Giáo hội chiếm đoạt và nhiều nhà của người Do Thái bị đốt cháy. 4000 người Do Thái đã bị giết trong cuộc tàn sát, và nhiều người khác bị buộc phải cải đạo.
Tòa án đầu tiên của Tòa án Dị giáo Tây Ban Nha được thành lập ở Sevilla vào năm 1478. Nhiệm vụ chính của nó là đảm bảo rằng tất cả những người cải đạo danh nghĩa thực sự sống như những người Kitô giáo, không lén lút thực hành Do Thái giáo. Ban đầu, hoạt động của Tòa án Dị giáo chỉ giới hạn ở các giáo phận Sevilla và Córdoba, nơi tu sĩ dòng Đa Minh Alonso de Ojeda đã phát hiện ra hoạt động của những người cải đạo. Buổi **Auto de Fé** đầu tiên diễn ra ở Sevilla vào ngày 6 tháng 2 năm 1481, khi sáu người bị thiêu sống. Chính Alonso de Ojeda đã giảng bài trong buổi này. Tòa án Dị giáo sau đó phát triển nhanh chóng. Quảng trường San Francisco trở thành nơi diễn ra các buổi Auto-da-fé. Đến năm 1492, các tòa án đã có mặt tại tám thành phố Castile: Ávila, Córdoba, Jaén, Medina del Campo, Segovia, Sigüenza, Toledo và Valladolid. Theo sắc lệnh Alhambra, tất cả người Do Thái phải cải đạo sang Công giáo hoặc bị trục xuất khỏi Tây Ban Nha.

### Thời kỳ cận đại
Sau cuộc khám phá Tân Thế Giới của Christopher Columbus, Sevilla được chọn làm trụ sở của Casa de Contratación (Cơ quan Quản lý Thương mại Đường biển) vào năm 1503. Đây là sự phát triển mang tính quyết định, biến Sevilla thành cảng và cánh cửa giao thương với Tân Thế Giới. Không giống như các cảng khác, để đến cảng Sevilla, tàu phải đi ngược khoảng 80 km (50 dặm) lên sông Guadalquivir. Dù việc điều hướng trên sông Guadalquivir gặp nhiều khó khăn do trọng tải tàu ngày càng tăng (một kết quả của xu hướng giảm chi phí vận tải biển vào cuối thời Trung Cổ), lựa chọn Sevilla vẫn hợp lý. Lý do là vì Sevilla đã trở thành trung tâm dân số, kinh tế, và tài chính lớn nhất của Andalusia Kitô giáo vào cuối thời Trung Cổ.
Ngoài ra, một số yếu tố khác cũng ủng hộ việc chọn Sevilla, như: vùng bờ biển Andalusia chủ yếu nằm dưới sự kiểm soát phong kiến của Nhà Medina Sidonia; Sevilla có một vùng nội địa quan trọng và chuyên môn hành chính cao; đồng thời vị trí nội địa của thành phố cung cấp sự an toàn quân sự cũng như khả năng kiểm soát thuế tốt hơn.
Một "thời kỳ hoàng kim" của sự phát triển bắt đầu ở Sevilla nhờ việc thành phố được trao độc quyền hoàng gia trong giao thương với châu Mỹ thuộc Tây Ban Nha và sự đổ về của những tài sản từ Tân Thế Giới. Vì chỉ những tàu biển xuất phát và quay trở lại cảng nội địa Sevilla mới được phép tham gia vào thương mại với châu Mỹ, các thương gia từ châu Âu và các trung tâm thương mại khác phải đến Sevilla để mua hàng hóa từ Tân Thế Giới. Dân số thành phố tăng lên hơn một trăm nghìn người.

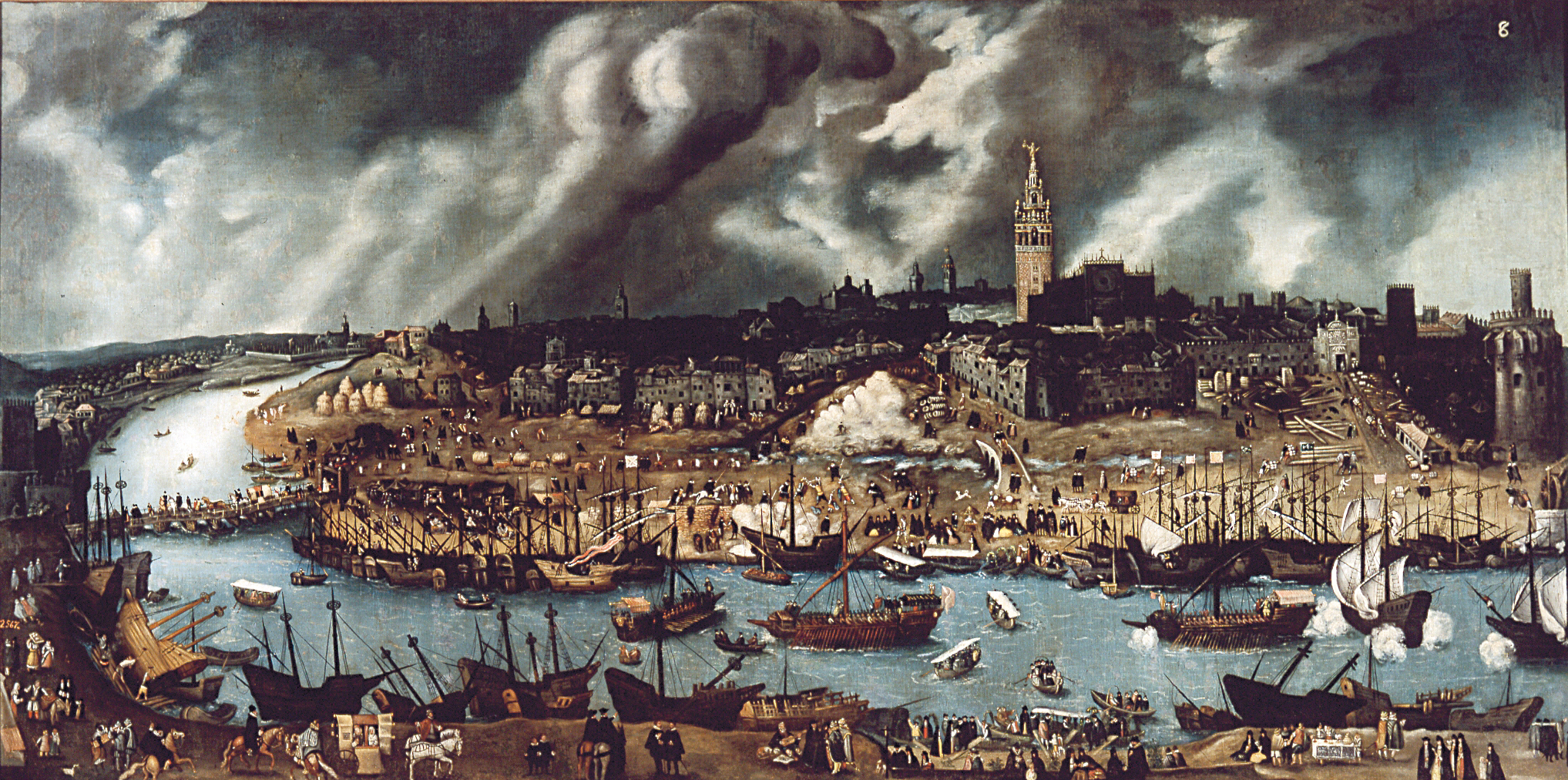
Sevilla vào cuối thế kỷ 16, Bảo tàng Châu Mỹ, Madrid

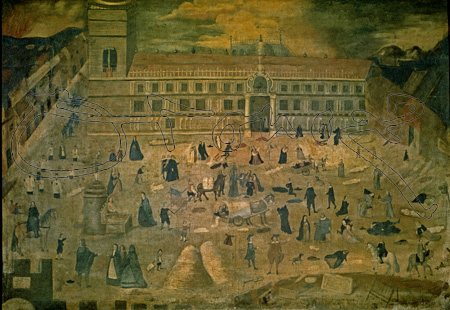
Tranh vẽ nạn dịch năm 1649

Đầu thế kỷ 17, thế độc quyền của Sevilla trong giao thương với nước ngoài bị phá vỡ. Cảng Cádiz trở thành cảng độc quyền thương mại do tình trạng bồi lắng của sông Guadalquivir vào thập niên 1620 khiến các cảng của Sevilla khó sử dụng hơn. Đại dịch Sevilla năm 1649, vốn trở nên trầm trọng hơn bởi lũ lụt nghiêm trọng từ sông Guadalquivir, đã làm giảm dân số thành phố gần một nửa, và phải đến đầu thế kỷ 19 mới phục hồi.
Vào thế kỷ 18, tầm quan trọng quốc tế của Sevilla giảm sút mạnh sau khi cảng độc quyền thương mại với châu Mỹ được chuyển đến Cádiz. Cádiz đã hỗ trợ tài chính cho ứng viên Bourbon trong Chiến tranh Kế vị Tây Ban Nha, và được thưởng bằng quyền trở thành cảng độc quyền. Casa de Contratación (Cơ quan Quản lý Thương mại) và các doanh nghiệp thương mại lớn của hội thương gia cũng chuyển đến Cádiz. Trụ sở được xây dựng riêng cho hội thương gia tại Sevilla bị bỏ trống.
Dưới triều đại của Carlos III, Archivo de Indias (Lưu trữ Tư liệu Tân Thế Giới) được thành lập tại Sevilla, trong tòa nhà từng là trụ sở của hội thương gia. Các tài liệu liên quan đến đế chế hải ngoại của Tây Ban Nha được chuyển từ các kho lưu trữ khác như Simancas và Casa de Contratación, và được tập trung trong một kho lưu trữ duy nhất. Một học giả cho rằng việc thành lập Archivo de Indias đánh dấu một bước ngoặt quan trọng trong lịch sử Tây Ban Nha, khi chế độ quân chủ Bourbon thế kỷ 18 bắt đầu coi các lãnh thổ hải ngoại như các thuộc địa của chính quốc, thay vì coi chúng như những thực thể ngang hàng với các vương quốc trên bán đảo Iberia.

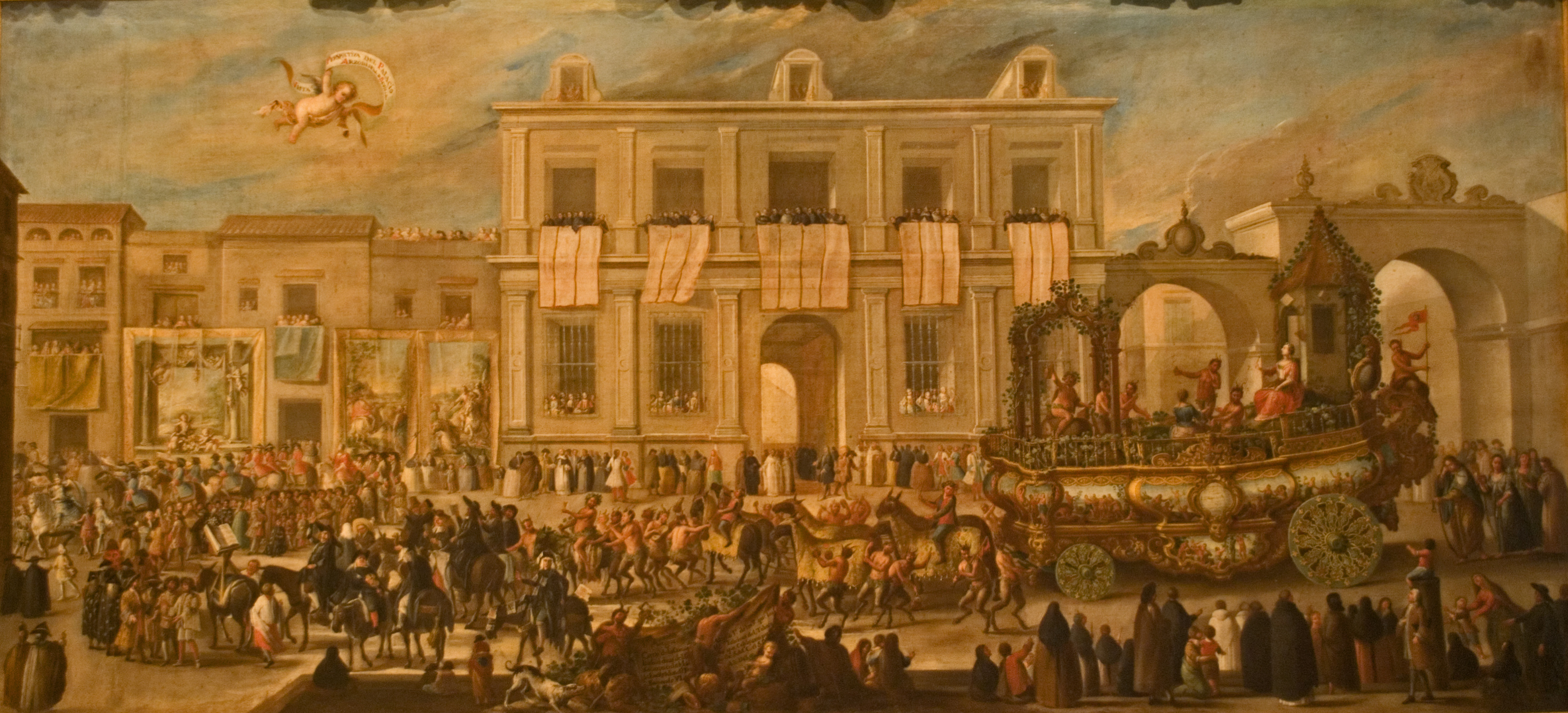
Cuộc diễu hành năm 1747 được tổ chức bởi công nhân của Nhà máy Thuốc lá Hoàng gia

Trong thế kỷ 18, Carlos III đã thúc đẩy các ngành công nghiệp của Sevilla. Việc xây dựng Real Fábrica de Tabacos (Nhà máy Thuốc lá Hoàng gia) bắt đầu vào năm 1728. Đây là tòa nhà lớn thứ hai ở Tây Ban Nha, chỉ sau cung điện hoàng gia El Escorial. Kể từ thập niên 1950, đây là trụ sở chính (ban quản trị) của Đại học Sevilla, đồng thời là nơi đặt các Khoa Luật, Ngữ văn, Địa lý, và Lịch sử.
Nhiều vở opera đã được lấy bối cảnh tại Sevilla hơn bất kỳ thành phố nào khác ở châu Âu. Năm 2012, một nghiên cứu của các chuyên gia kết luận rằng tổng cộng có 153 vở opera lấy bối cảnh ở Sevilla. Trong số những nhà soạn nhạc yêu thích thành phố này có Beethoven (Fidelio), Mozart (Đám cưới Figaro và Don Giovanni), Rossini (Người thợ cạo thành Sevilla), Donizetti (La favorite) và Bizet (Carmen).
Tờ báo đầu tiên ở Tây Ban Nha ngoài Madrid là Hebdomario útil de Sevilla, bắt đầu xuất bản vào năm 1758.

### Lịch sử hiện đại

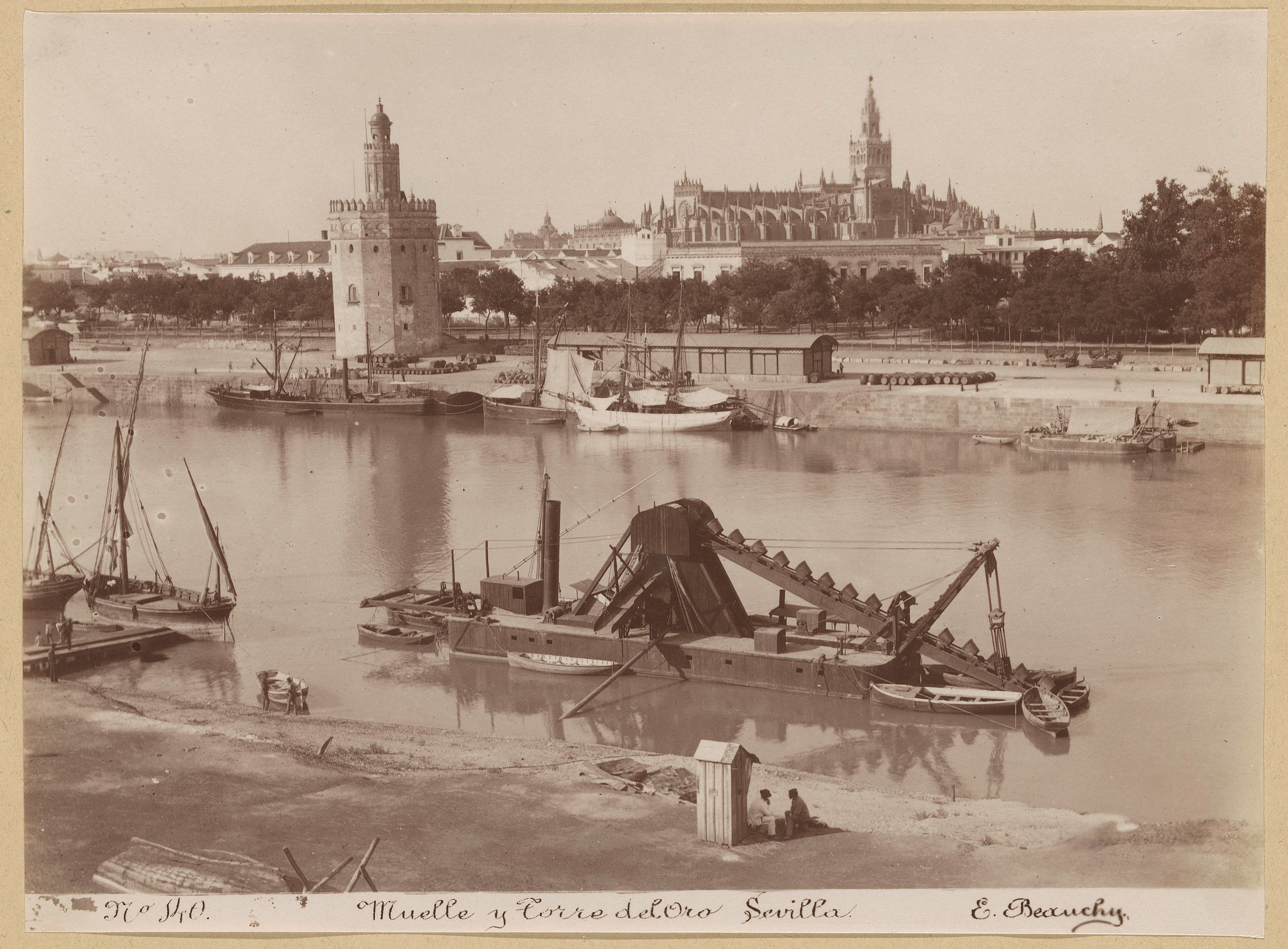
Torre del Oro và cảng Sevilla vào nửa sau thế kỷ 19

Từ năm 1825 đến 1833, Melchor Cano giữ vai trò kiến trúc sư trưởng ở Sevilla. Phần lớn chính sách quy hoạch đô thị và các thay đổi kiến trúc của thành phố trong thời kỳ này đều do ông và cộng sự Jose Manuel Arjona y Cuba thực hiện.
Các công trình kiến trúc công nghiệp còn tồn tại từ nửa đầu thế kỷ 19 bao gồm nhà máy gốm được gia đình Pickman lắp đặt tại tu viện Carthusian ở La Cartuja vào năm 1841. Hiện nay, địa điểm này là trụ sở của El Centro Andaluz de Arte Contemporáneo (CAAC) (Trung tâm Nghệ thuật Đương đại Andalusia), nơi quản lý các bộ sưu tập của Bảo tàng Nghệ thuật Đương đại Sevilla. Ngoài ra, nơi đây còn là trụ sở chính của UNIA (Universidad Internacional de Andalucía).
Trong thời kỳ Nữ hoàng Isabel II trực tiếp cai trị (khoảng 1843–1868), tầng lớp tư sản Sevilla đã đầu tư vào một giai đoạn bùng nổ xây dựng chưa từng có trong lịch sử thành phố. Cây cầu Isabel II, thường được gọi là cầu Triana, được xây dựng trong thời kỳ này. Hệ thống chiếu sáng đường phố cũng được mở rộng và hầu hết các con đường trong thành phố được lát đá vào thời điểm này.
Đến nửa sau thế kỷ 19, Sevilla bắt đầu mở rộng nhờ vào việc xây dựng đường sắt và phá bỏ một phần bức tường cổ, cho phép không gian đô thị của thành phố mở rộng về phía đông và nam. Công ty Sevillana de Electricidad được thành lập vào năm 1894 để cung cấp điện cho toàn thành phố, và năm 1901, nhà ga đường sắt Plaza de Armas được khánh thành.

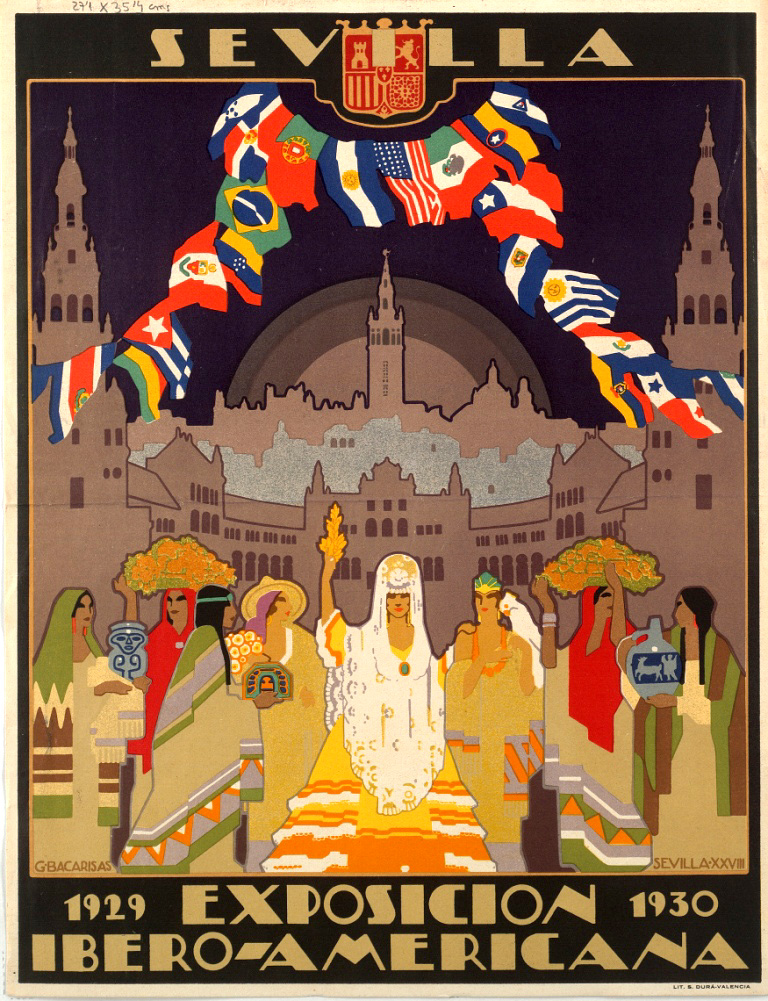
Poster triển lãm Ibero-Mỹ năm 1929

Bảo tàng Mỹ thuật (Museo de Bellas Artes de Sevilla) mở cửa vào năm 1904.
Năm 1929, Sevilla tổ chức Triển lãm Ibero-Mỹ, sự kiện này đã đẩy nhanh quá trình mở rộng phía nam của thành phố và tạo ra các không gian công cộng mới như Công viên María Luisa (Parque de María Luisa) và Quảng trường Tây Ban Nha (Plaza de España) liền kề. Ngay trước khi khai mạc, chính phủ Tây Ban Nha đã bắt đầu hiện đại hóa thành phố để chuẩn bị cho lượng khách đông đảo, bằng cách xây dựng các khách sạn mới và mở rộng các con đường thời trung cổ để phù hợp với ô tô.

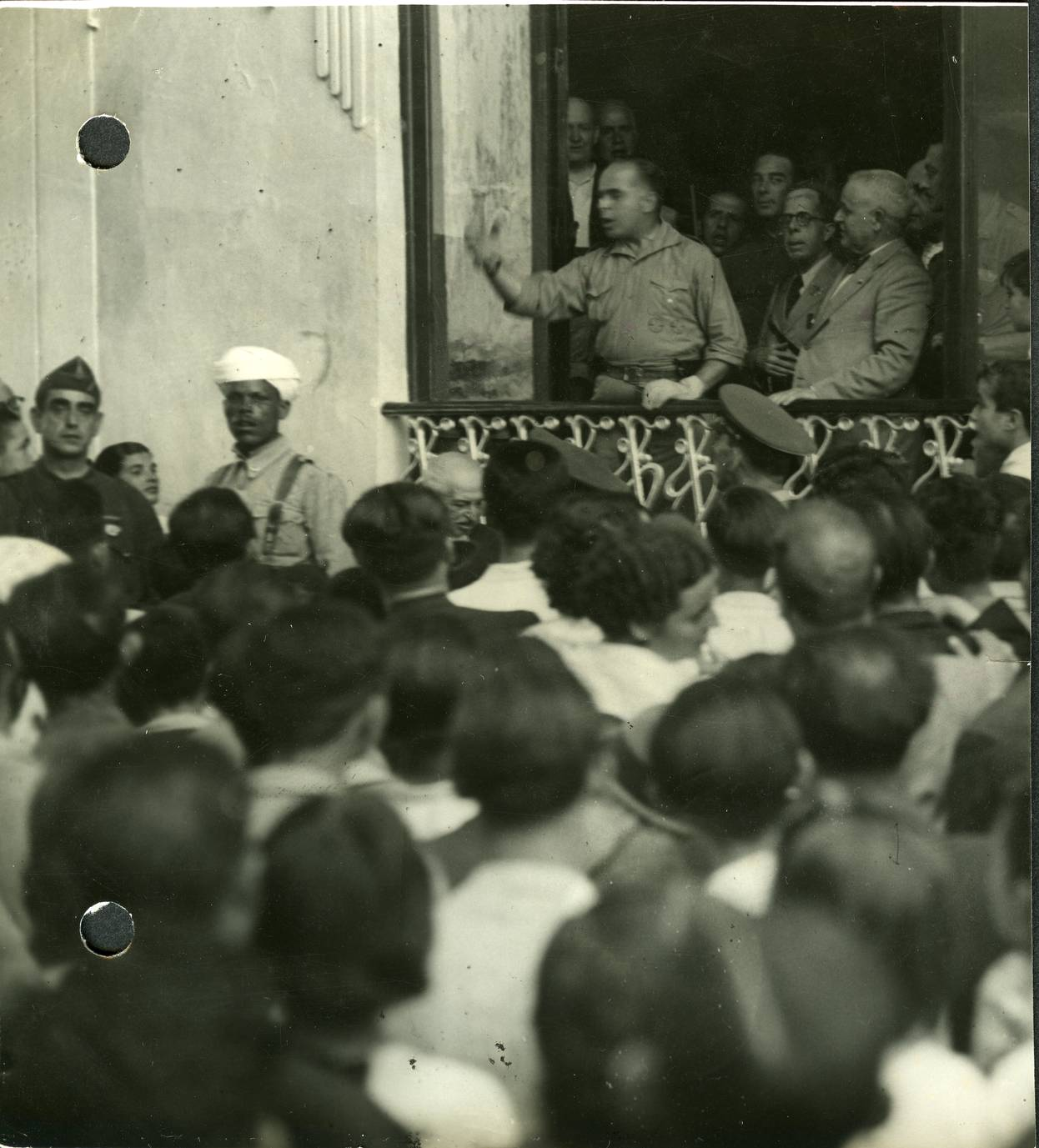
Tướng Varela tập hợp quân đội và dân thường ở Sevilla (tháng 9 năm 1936)

Sevilla nhanh chóng thất thủ vào đầu Nội chiến Tây Ban Nha năm 1936. Tướng Queipo de Llano tiến hành một cuộc đảo chính trong thành phố và nhanh chóng chiếm được trung tâm thành phố. Radio Sevilla phản đối cuộc nổi dậy và kêu gọi nông dân đến thành phố nhận vũ khí, trong khi các nhóm công nhân dựng lên các chướng ngại vật. Queipo sau đó chiếm được Radio Sevilla, sử dụng nó để phát sóng tuyên truyền cho phe Francoist. Sau khi chiếm được thành phố, sự kháng cự tiếp tục diễn ra ở các khu dân cư lao động trong một thời gian, cho đến khi hàng loạt cuộc đàn áp dữ dội xảy ra.
Dưới sự cai trị của Francisco Franco, Tây Ban Nha chính thức giữ thái độ trung lập trong Thế chiến II (mặc dù có hợp tác với phe Trục) và giống như phần còn lại của đất nước, Sevilla phần lớn bị cô lập về kinh tế và văn hóa với thế giới bên ngoài. Năm 1953, xưởng đóng tàu Sevilla được mở và đến thập niên 1970, nó đã tuyển dụng hơn 2.000 công nhân.
Trước khi có quy định quản lý vùng đất ngập nước trong lưu vực sông Guadalquivir, Sevilla thường xuyên chịu những trận lũ lụt nặng nề. Đặc biệt, trận lũ vào tháng 11 năm 1961, khi sông Tamarguillo – một nhánh của sông Guadalquivir – tràn bờ do mưa lớn, đã khiến Sevilla bị tuyên bố là vùng thảm họa.
Phong trào công đoàn ở Sevilla bắt đầu vào những năm 1960 với các hoạt động tổ chức ngầm của Ủy ban Công nhân (Comisiones Obreras - CCOO) trong các nhà máy như Hytasa, xưởng đóng tàu Astilleros, Hispano Aviación, v.v. Một số lãnh đạo của phong trào đã bị bắt giam vào tháng 11 năm 1973.

### Những phát triển gần đây
Ngày 3 tháng 4 năm 1979, Tây Ban Nha tổ chức cuộc bầu cử hội đồng thành phố dân chủ đầu tiên sau khi chế độ độc tài Franco kết thúc. Tại Sevilla, các ủy viên hội đồng đại diện cho bốn đảng phái chính trị khác nhau đã được bầu chọn. Ngày 5 tháng 11 năm 1982, Giáo hoàng Gioan Phaolô II đến Sevilla và cử hành Thánh lễ trước hơn nửa triệu người tại khu vực hội chợ. Ngài đã thăm lại thành phố vào ngày 13 tháng 6 năm 1993, nhân dịp Đại hội Thánh Thể Quốc tế.

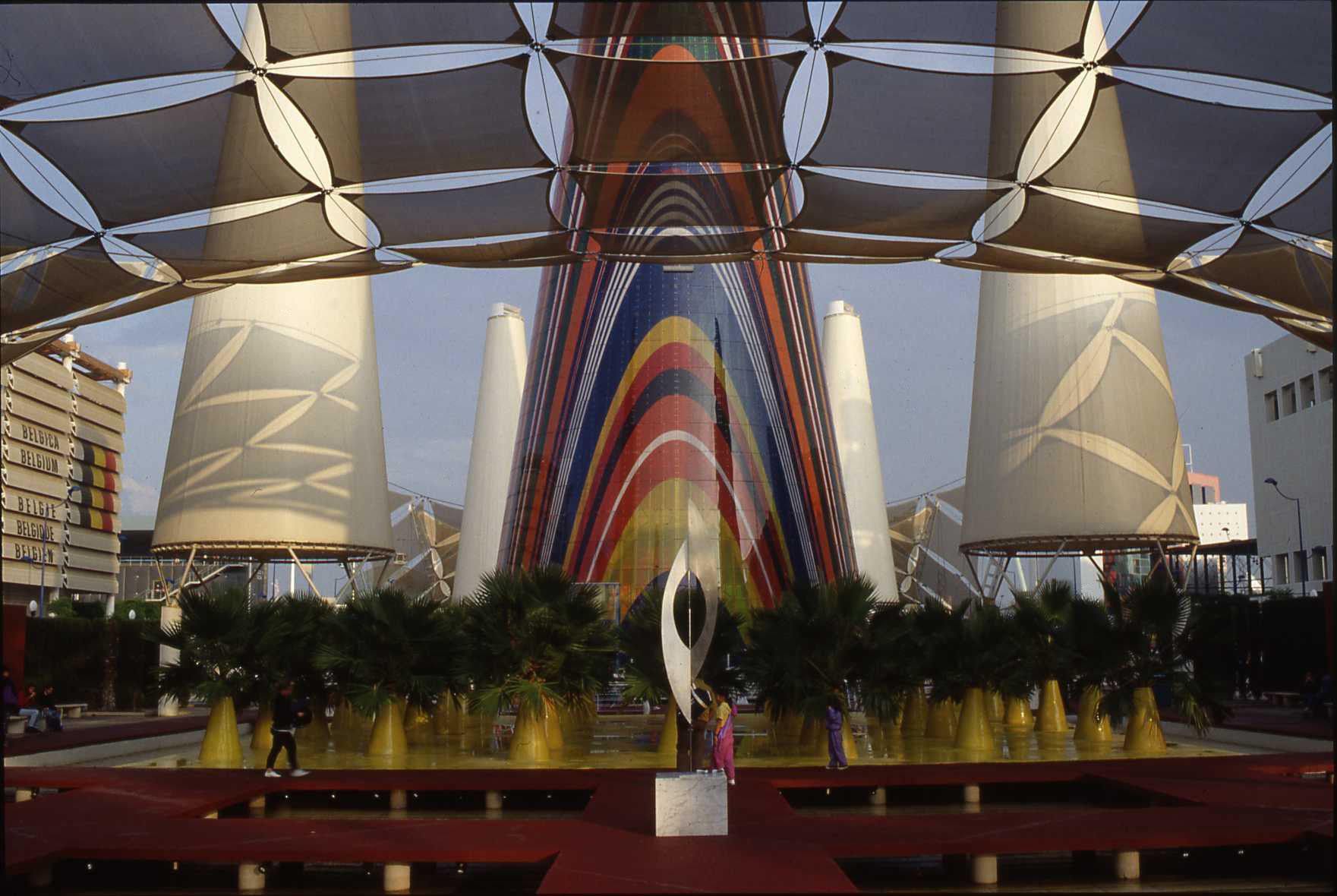
Gian hàng Liên minh châu Âu tại Triển lãm Toàn cầu năm 1992.

Năm 1992, nhân dịp kỷ niệm 500 năm khám phá châu Mỹ, Triển lãm Toàn cầu đã diễn ra trong sáu tháng tại Sevilla. Nhân sự kiện này, mạng lưới giao thông và cơ sở hạ tầng đô thị của thành phố đã được cải thiện đáng kể theo kế hoạch PGOU năm 1987 do Thị trưởng Manuel del Valle khởi xướng. Đường vành đai **SE-30** bao quanh thành phố được hoàn thành và các đường cao tốc mới được xây dựng. Nhà ga xe lửa mới Sevilla-Santa Justa được khánh thành năm 1991, và hệ thống tàu cao tốc Tây Ban Nha Alta Velocidad Española (AVE) bắt đầu hoạt động tuyến Madrid-Sevilla.
Sân bay Sevilla được mở rộng với một nhà ga mới do kiến trúc sư Rafael Moneo thiết kế, cùng với nhiều cải tiến khác. Cầu Alamillo và cầu Centenario, đều bắc qua sông Guadalquivir, cũng được xây dựng cho dịp này. Một số cơ sở vật chất còn lại tại địa điểm triển lãm sau sự kiện đã được chuyển đổi thành Công viên Khoa học và Công nghệ Cartuja 93.
Năm 2004, dự án Metropol Parasol, thường được gọi là Las Setas ("Những cây nấm"), được triển khai nhằm hồi sinh khu vực Plaza de la Encarnación, nơi từng được sử dụng làm bãi đậu xe và được coi là một điểm chết giữa các điểm đến du lịch phổ biến hơn trong thành phố. Metropol Parasol được hoàn thành vào tháng 3 năm 2011, với tổng chi phí hơn 102 triệu euro, gấp hơn hai lần so với dự kiến ban đầu.

## Các thắng cảnh nổi tiếng
Seville là một trung tâm du lịch lớn ở Tây Ban Nha. Năm 2018, có hơn 2,5 triệu khách du lịch và khách du lịch lưu trú tại các cơ sở lưu trú du lịch, đứng thứ ba ở Tây Ban Nha sau Madrid và Barcelona. Thành phố có khách du lịch quanh năm.
Có nhiều công trình kiến trúc, viện bảo tàng, công viên, khu vườn và các điểm tham quan khác quanh thành phố, vì vậy nơi đây phù hợp với nhiều loại hình du khách. Alcázar, nhà thờ chính tòa và Lưu trữ Tổng hợp Ấn Độ đều được UNESCO công nhận là Di sản thế giới.
Nhiều điểm tham quan và công trình quan trọng nhất của thành phố nằm trong khu phố cổ (Casco Antiguo). Ở phía bắc trung tâm là khu phố Macarena, nơi có một số công trình tôn giáo và di tích quan trọng, chẳng hạn như Bảo tàng và Nhà thờ Công giáo La Macarena hoặc Bệnh viện Năm Vết Thương. Băng qua sông, ở bờ tây sông Guadalquivir, khu phố Triana từng giữ vai trò quan trọng trong lịch sử của thành phố.

### Các nhà thờ

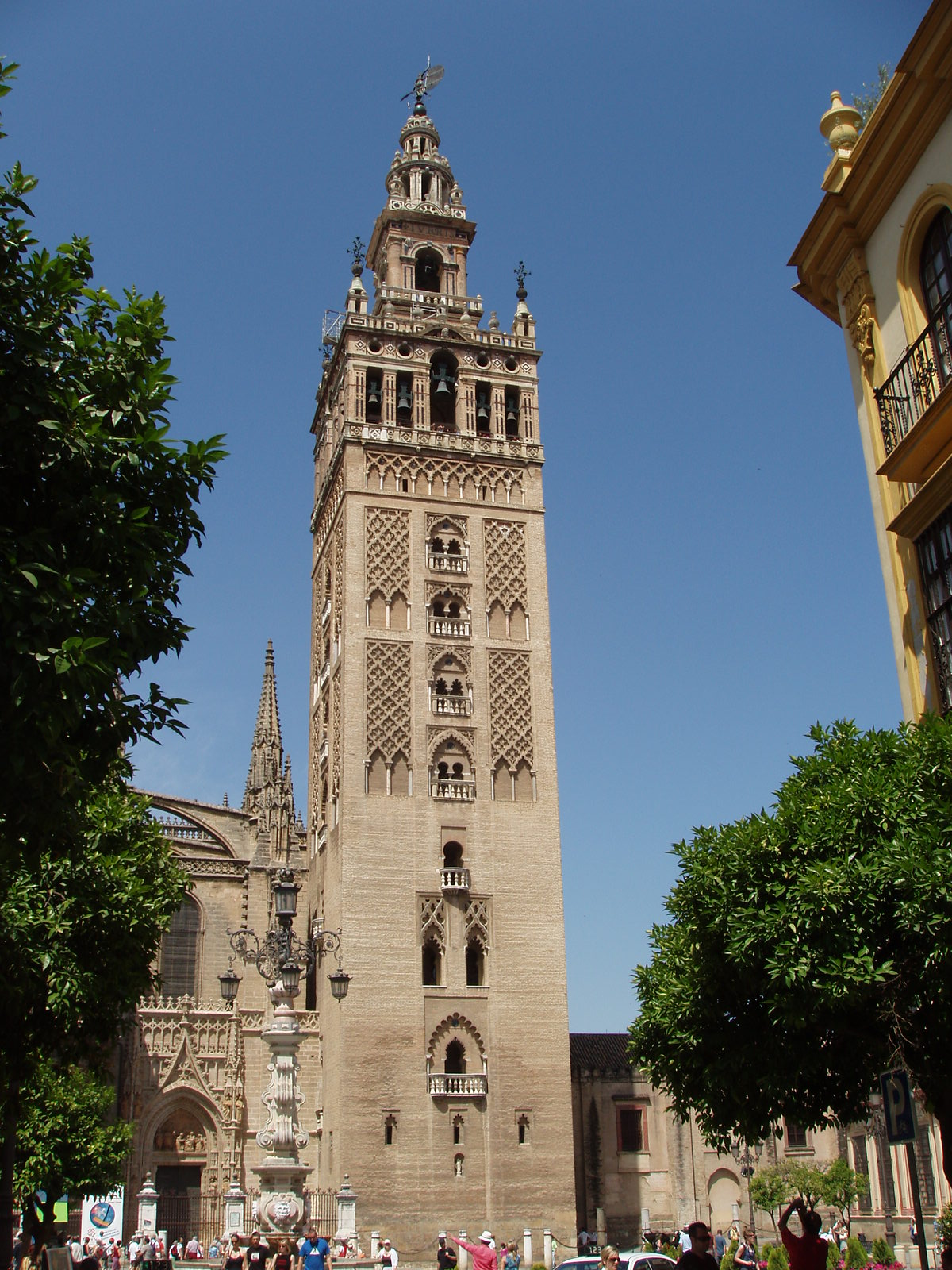
Giralda, ban đầu được xây dựng bởi Vương triều Almohad như một tháp minaret của Đại Thánh đường Hồi giáo Seville, nay là tháp chuông của nhà thờ chính tòa.

Nhà thờ chính tòa Seville, tên chính thức là Nhà thờ Chính tòa Đức Mẹ Maria của Tòa Giám mục, được xem là nhà thờ chính tòa theo phong cách Gothic lớn nhất thế giới và là một trong những nhà thờ chính tòa lớn nhất thế giới. Kết hợp một phần của thánh đường Hồi giáo chính trước đây của thành phố, được xây dựng dưới thời Almohad vào thế kỷ 12, công trình hiện nay là một kiến trúc Gothic đồ sộ được khởi công sau năm 1401 và hoàn thành năm 1506, với các phần tái thiết bổ sung diễn ra từ 1511 đến 1519. Nhà thờ chứa một số ngôi mộ quan trọng, bao gồm một trong hai địa điểm được cho là nơi an táng của Christopher Columbus, cũng như nhiều tác phẩm nghệ thuật quan trọng, bao gồm bàn thờ chính lớn nhất Tây Ban Nha. Nhiều phần mở rộng về sau, chủ yếu theo phong cách Plateresque hoặc Phục Hưng, đã được bổ sung quanh khối Gothic ban đầu sau khi hoàn thành.
Một trong những công trình mang tính biểu tượng của thành phố là tháp chuông của nhà thờ chính tòa, Giralda, vốn là minaret của thánh đường Hồi giáo Almohad. Thân tháp chính cao hơn 50 mét. Tháp được nâng cao thêm vào thế kỷ 16 bằng việc xây dựng một chuông gác theo phong cách Phục Hưng, nâng tổng chiều cao của nó lên khoảng 95–96 mét. Đỉnh tháp được trang trí bởi Giraldillo, một tượng chong chóng gió bằng đồng đúc, từ đó tên gọi "Giralda" được bắt nguồn.
Nhà thờ San Salvador, nằm tại Plaza de San Salvador, là nhà thờ lớn thứ hai trong thành phố sau nhà thờ chính tòa. Ban đầu được cải tạo từ ngôi thánh đường Hồi giáo cổ nhất của thành phố, nó đã được tái thiết theo phong cách Baroque vào thế kỷ 17 và là nhà thờ giáo đoàn duy nhất của thành phố. Nhà thờ Thánh Louis của Pháp, được xây dựng từ năm 1699 đến 1731 và do Leonardo de Figueroa thiết kế, là một ví dụ khác về kiến trúc Baroque.

### Cung điện và dinh thự

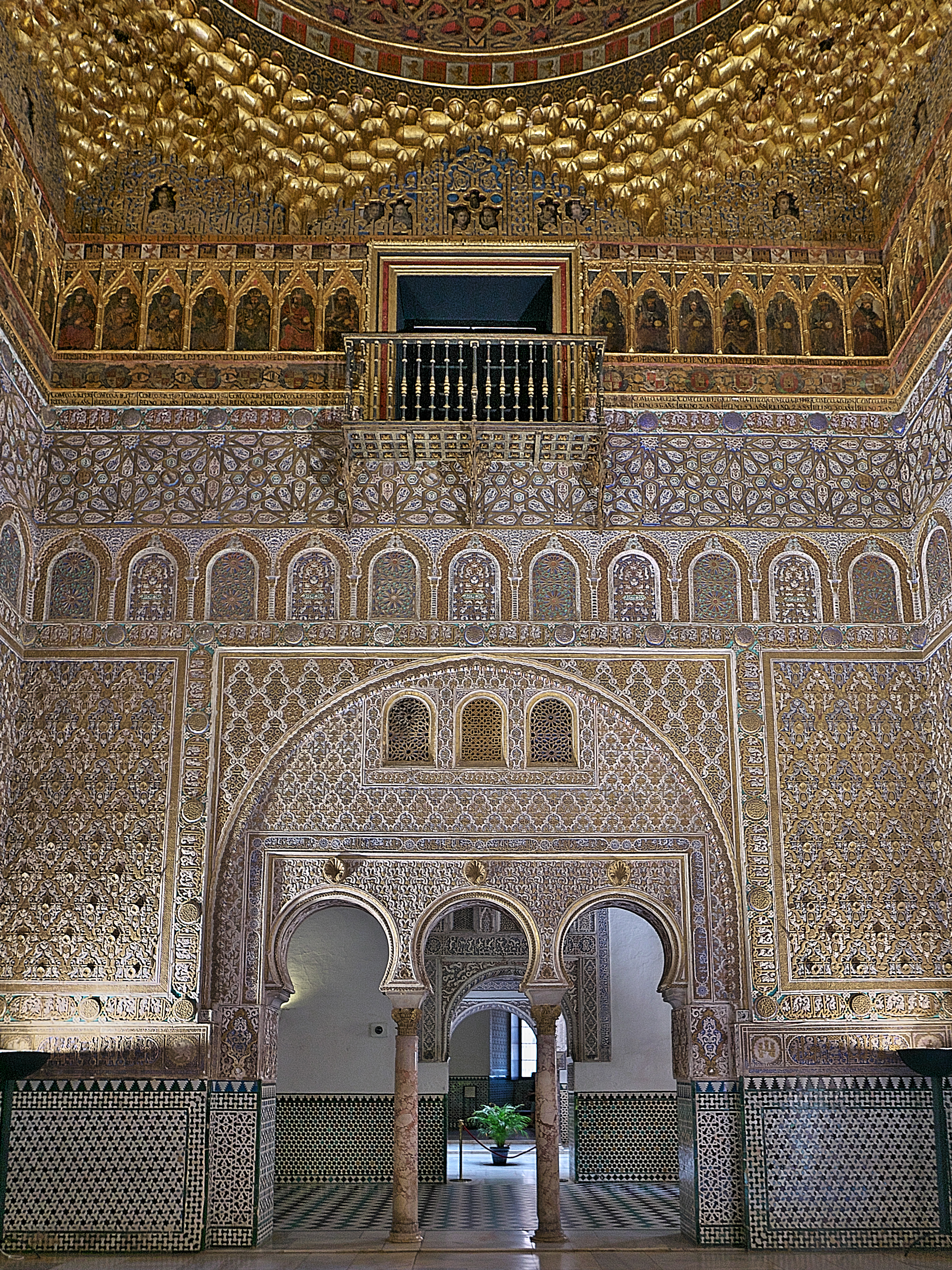
Salón de Embajadores trong Alcázar Sevilla

Ở phía nam nhà thờ chính tòa, Alcázar là một quần thể cung điện và vườn rộng lớn, từng là trung tâm quyền lực của thành phố. Khu vực này đã có người chiếm giữ từ thời cổ đại nhưng nằm bên ngoài tường thành La Mã. Quần thể cung điện hiện nay được thành lập vào thế kỷ 10 như một dinh thự của thống đốc, sau đó mở rộng vào thế kỷ 11 khi trở thành cung điện của các vua Abbadid. Một số phần nhỏ của cung điện vẫn còn từ thời mở rộng thế kỷ 12 dưới triều đại Almohad, nhưng phần lớn được tái thiết sau cuộc chinh phục của Kitô giáo vào thế kỷ 13. Một chiến dịch xây dựng lớn diễn ra vào thập niên 1360 dưới thời vua Pedro I, người đã dựng nên một cung điện mới theo phong cách Mudéjar, với sự trợ giúp một phần từ các thợ thủ công Granada. Nhiều phòng và sân trang trí lộng lẫy thuộc thời kỳ này, chẳng hạn như Patio de las Doncellas và Salón de Embajadores. Các bổ sung tiếp theo diễn ra dưới thời Quân chủ Công giáo Tây Ban Nha, theo phong cách Phục Hưng, và tiếp tục dưới triều Habsburg. Các khu vườn rộng lớn cũng được thiết kế lại theo phong cách này và được phát triển thêm vào thế kỷ 17. Cung điện đã được sử dụng làm bối cảnh quay cho nhiều tác phẩm, bao gồm Game of Thrones.

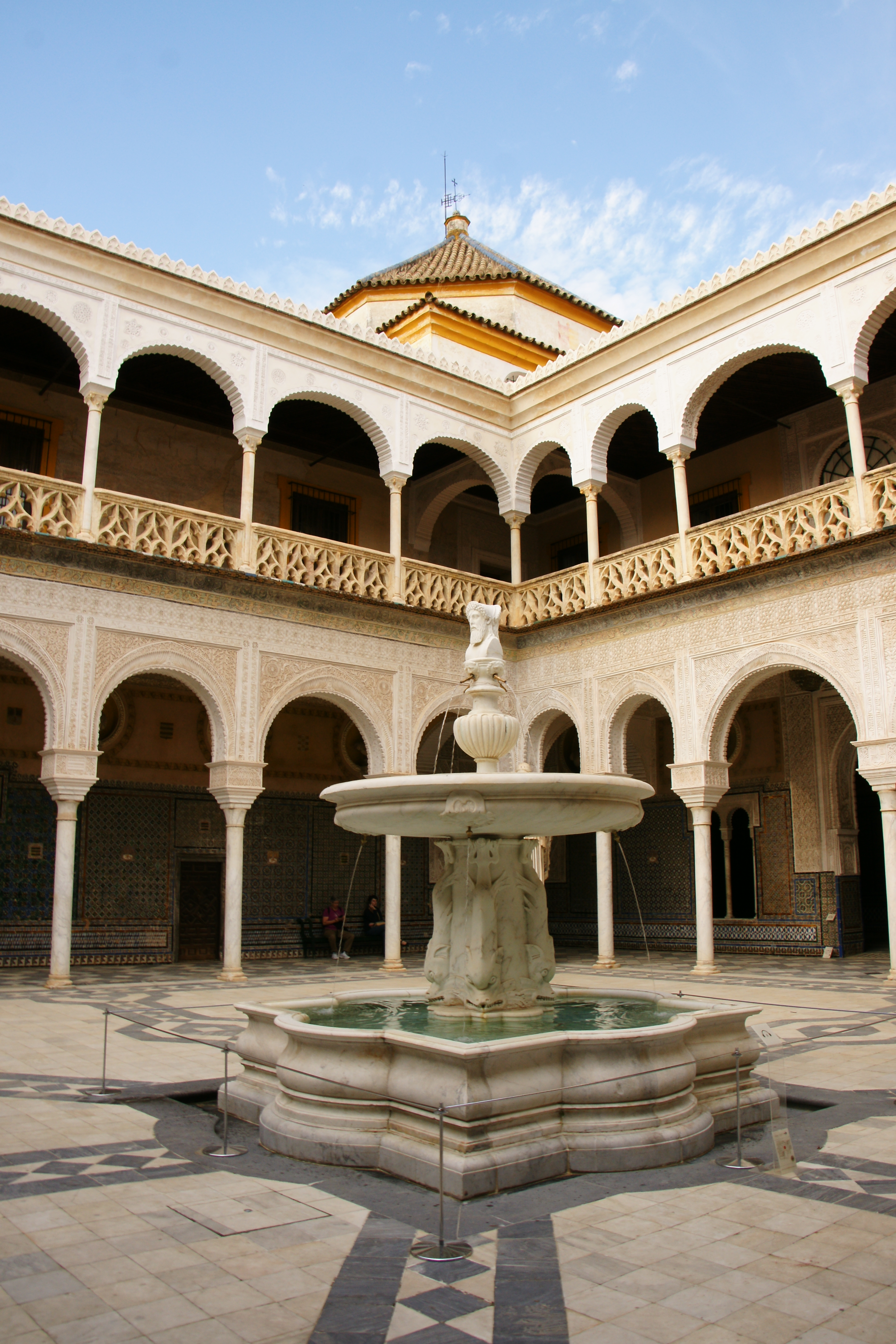
Casa de Pilatos

Cung điện Tổng Giám mục nằm trên vị trí của các nhà tắm La Mã cổ của thành phố. Tài sản này ban đầu được vua Ferdinand III ban tặng cho Giám mục Don Remondo năm 1251, nhưng tòa nhà hiện nay được xây dựng vào nửa sau thế kỷ 16, với nhiều bổ sung sau đó. Cổng theo phong cách Baroque của cung điện được hoàn thành năm 1704 bởi Lorenzo Fernándes de Iglesias.
Nhiều ngôi nhà và dinh thự giàu có khác cũng được bảo tồn trên khắp thành phố từ thế kỷ 16. Nổi tiếng nhất trong số đó là Casa de Pilatos (Nhà của Philatô), một dinh thự quý tộc kết hợp nhiều phong cách kiến trúc. Ngôi nhà này được gia đình Enriquez de Ribera mua lại năm 1483, có bố cục sân điển hình nhưng pha trộn trang trí Isabelline và Mudéjar cổ với các yếu tố Phục Hưng sau này. Sau khi Don Fadrique Enriquez de Ribera trở về từ chuyến hành hương tới Jerusalem năm 1520, ông đã cho xây dựng một cổng đá tại lối vào dinh thự gia tộc. Cổng này trở thành điểm khởi đầu cho Via Crucis đến Cruz del Campo, và các tác giả sau này cho rằng nó được mô phỏng theo cánh cửa nhà của Philatô ở Thánh địa, nhờ đó mà ngôi nhà có tên gọi hiện nay.
Các dinh thự lịch sử khác bao gồm Cung điện Nữ bá tước Lebrija, Palacio de las Dueñas, và Casa de los Pinelos. Casa del Rey Moro được coi là lâu đời nhất ở Seville, với nguồn gốc có từ thế kỷ 15.

### Công sự

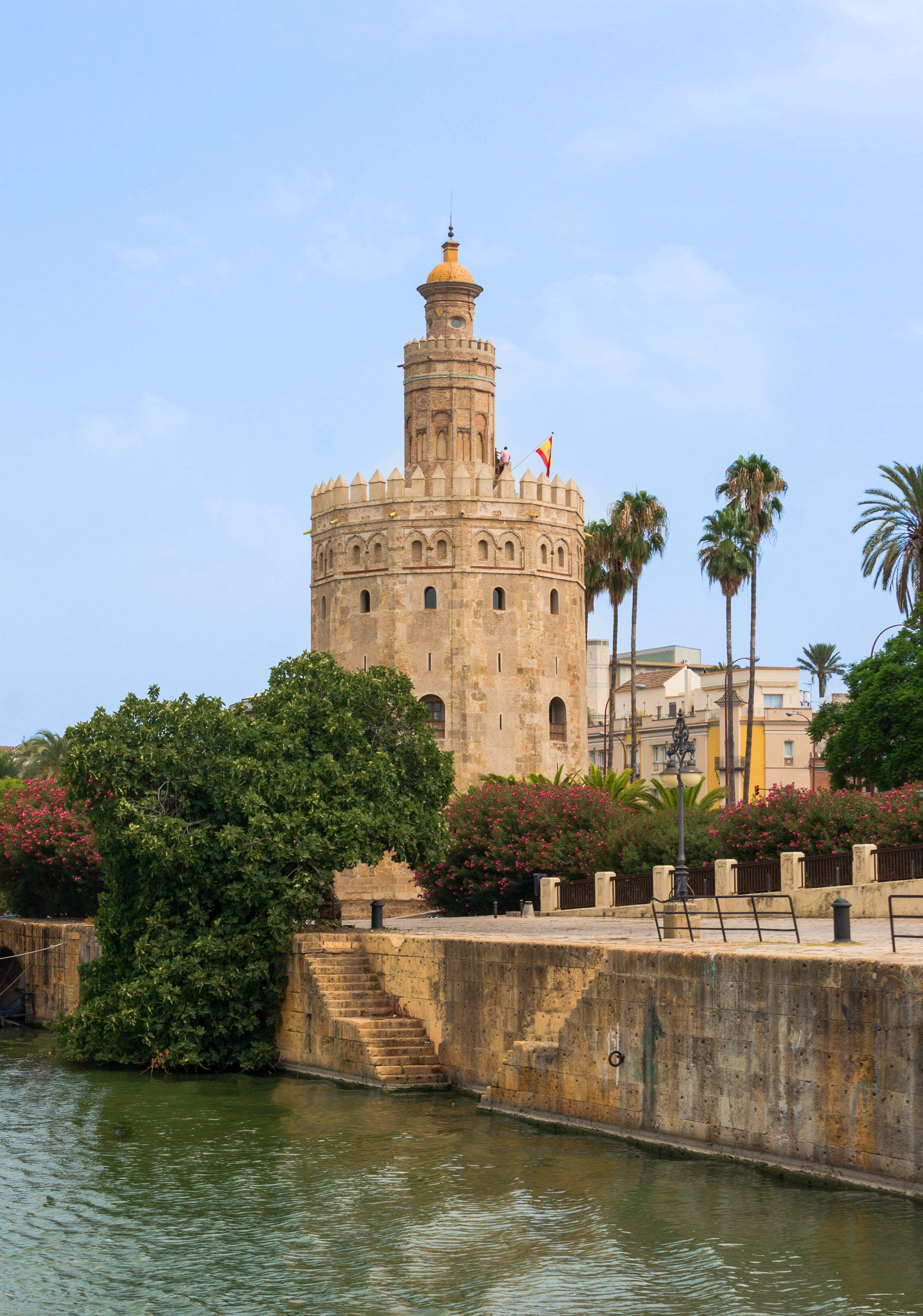
Torre del Oro là một ví dụ khác về kiến trúc Almohad trong thành phố

Tường thành Seville lần đầu tiên được xây dựng từ thời cổ đại theo lệnh của Julius Caesar. Sau cuộc tấn công của người Viking vào thành phố năm 844, tường thành được tái thiết theo lệnh của Abd ar-Rahman II. Chúng được mở rộng dưới thời Almoravid năm 1126 và đến năm 1221, triều Almohad đã bổ sung hào nước và một tuyến tường ngoài thứ hai. Phần lớn tường thành bị phá hủy sau năm 1861 nhằm giảm bớt hạn chế cho việc phát triển đô thị, nhưng một phần đáng kể của tường phía bắc vẫn còn tồn tại cho đến ngày nay.
Torre del Oro là một tháp phòng thủ theo phong cách Almohad, được xây dựng vào khoảng năm 1220–1221. Ngọn tháp này được tích hợp vào hệ thống phòng thủ của thành phố và bảo vệ cảng cùng với một tháp khác nằm bên kia sông. Giữa chân hai ngọn tháp có thể giăng một sợi xích lớn để chặn tàu thuyền, ngăn không cho vào cảng.

### Công trình dân sự và các di tích khác

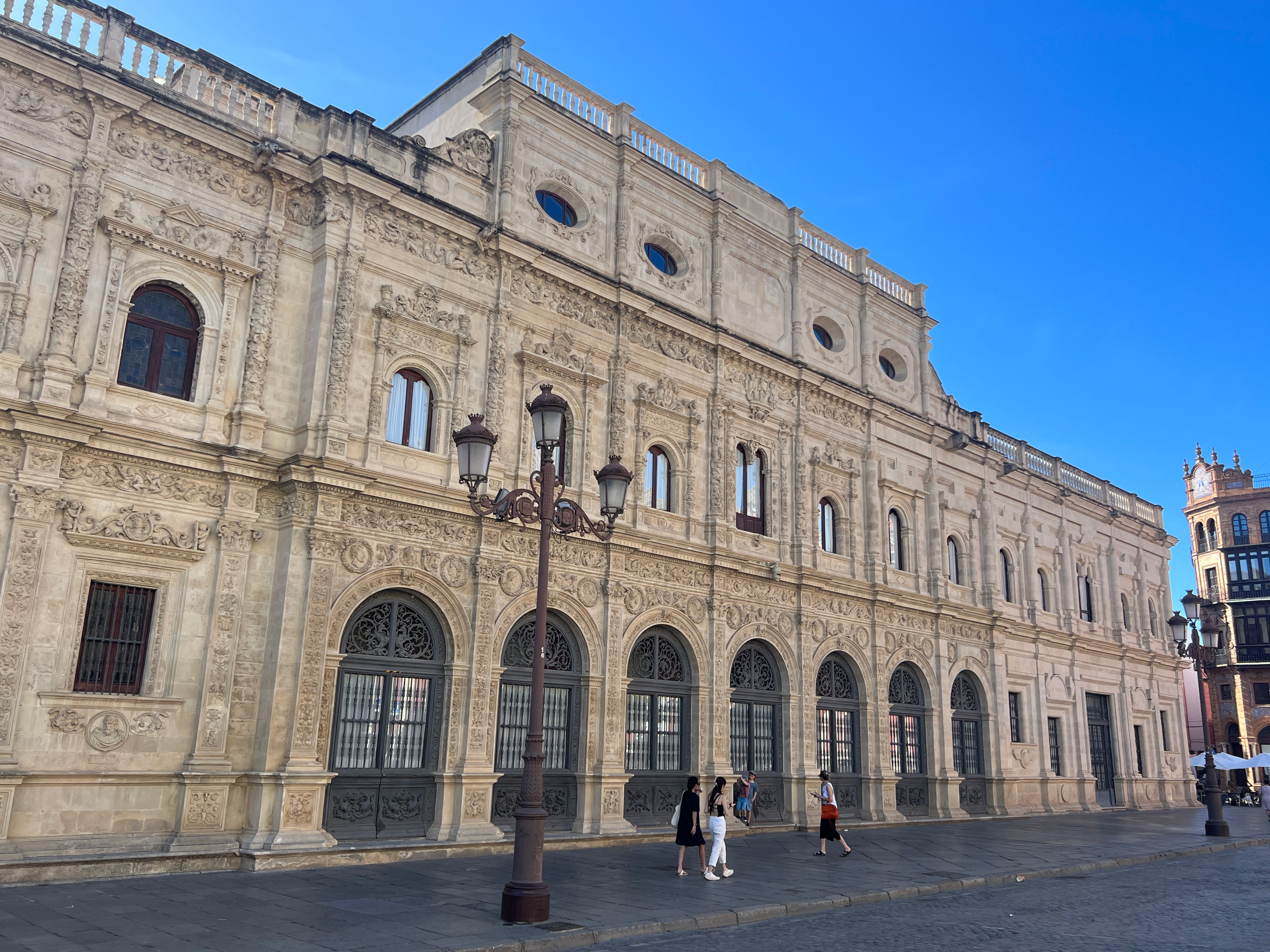
Mặt tiền Plateresque thế kỷ 16 của Tòa thị chính Seville

Tòa thị chính Seville (Ayuntamiento) được khởi công bởi kiến trúc sư Diego de Riaño, người làm việc tại đây từ năm 1527 đến 1534 và thiết kế mặt tiền phía đông hướng ra Plaza de San Francisco, một kiệt tác của phong cách Plateresque. Sau đó, các kiến trúc sư khác tiếp tục công trình, trong đó có Hernán Ruiz II sau năm 1560, người đã thêm một loggia hai tầng vòm ở mặt tiền phía tây. Nhà tù Hoàng gia từng nằm gần đó, nơi Miguel de Cervantes bị giam giữ và được cho là lấy cảm hứng để viết Don Quixote. Năm 1840, tu viện San Francisco gần đó bị phá hủy và thay thế bằng Plaza Nueva hiện nay năm 1854. Sau đó, tòa thị chính được cải tạo một phần bởi Demetrio de los Ríos và Balbino Marrón. Công trình được bổ sung một mặt tiền phía tây mới theo phong cách Tân cổ điển, hoàn thành năm 1867.
Lưu trữ Tổng hợp Ấn Độ (Archivo General de Indias), nằm giữa Nhà thờ chính tòa và Alcázar, là nơi lưu giữ các tài liệu lưu trữ quý giá liên quan đến Đế quốc Tây Ban Nha tại châu Mỹ và Philippines cho đến năm 1760. Tòa nhà này được thiết kế theo phong cách Phục Hưng Tây Ban Nha năm 1572 bởi Juan de Herrera để làm nơi cho hội thương gia. Việc xây dựng bắt đầu từ thập niên 1580 và chỉ hoàn thành vào năm 1646. Năm 1785, tòa nhà được chuyển đổi thành Lưu trữ Ấn Độ mới.

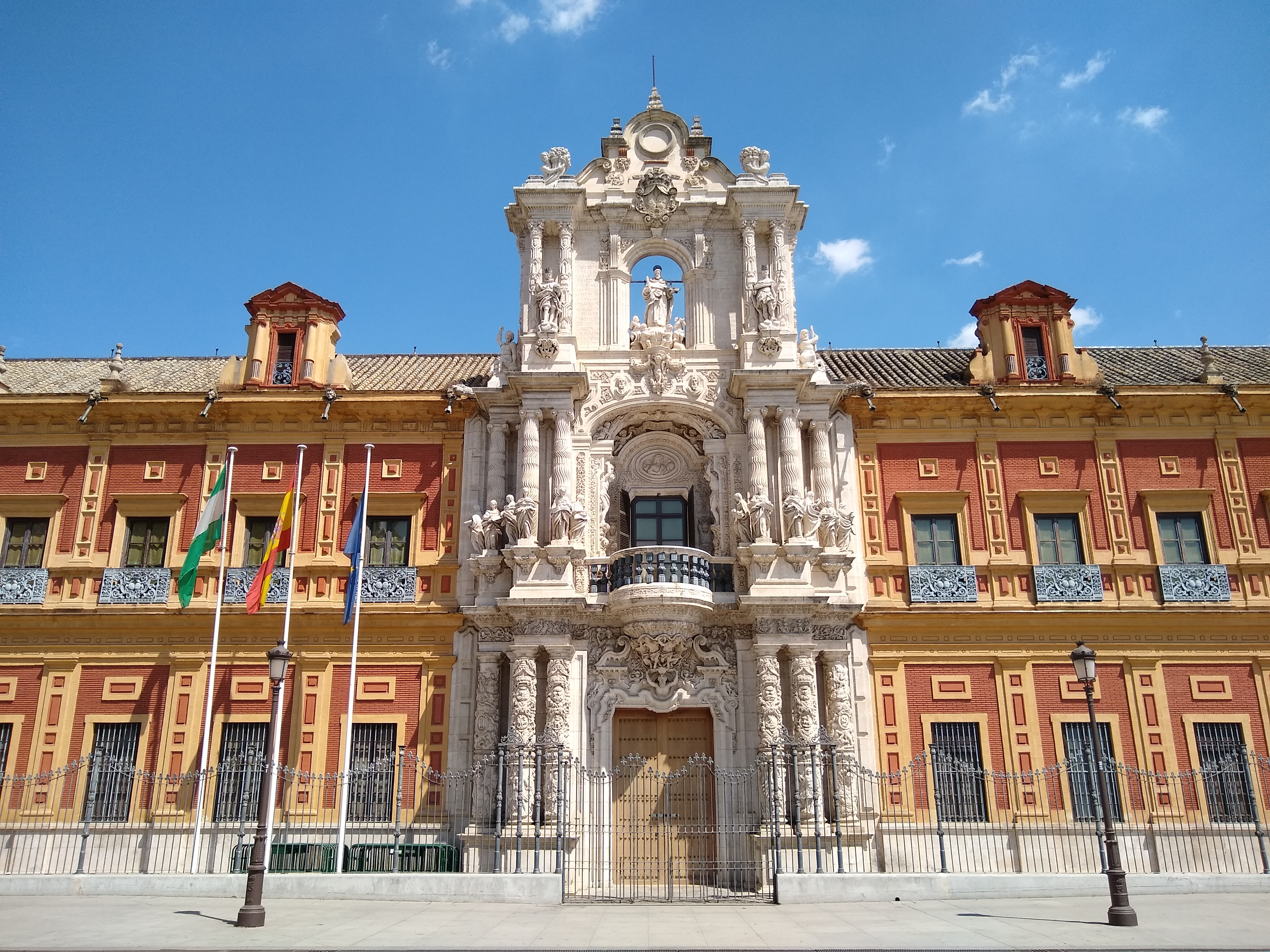
Cổng Baroque thế kỷ 18 của Palacio de San Telmo

Palacio de San Telmo ban đầu là một trường hải quân được thành lập năm 1671. Từ năm 1722 đến 1735, tòa nhà được hoàn thiện bởi Leonardo de Figueroa và con trai ông, Matías, những người đã thiết kế mặt tiền hiện nay, một trong những công trình kiến trúc Baroque quan trọng nhất ở Andalusia. Ngày nay, tòa nhà là trụ sở của Chính phủ Tự trị Andalusia.
Nhà máy thuốc lá Hoàng gia Seville (Real Fábrica de Tabacos), nằm gần Palacio de San Telmo, được xây dựng từ năm 1728 đến 1771. Nó được thiết kế theo phong cách Baroque bởi Sebastian van der Borcht. Công trình này thay thế một nhà máy thuốc lá trước đó xây dựng năm 1687, vốn thay thế cho nhà máy thuốc lá đầu tiên của Seville, San Pedro, mở trong một trại giam phụ nữ cũ năm 1620. Khi hoàn thành, nhà máy mới là tòa nhà công nghiệp lớn nhất thế giới, bao gồm cả nhà nguyện và nhà tù riêng, và hoạt động theo luật riêng.
Đấu trường đấu bò của thành phố, Real Maestranza, được thiết kế năm 1761 bởi Vicente San Martin. Mặt tiền Baroque của nó được hoàn thành năm 1787 nhưng phần còn lại của tòa nhà chỉ hoàn tất vào năm 1881. Địa điểm này có sức chứa 14.000 khán giả.
Metropol Parasol, tại quảng trường La Encarnación, là cấu trúc gỗ lớn nhất thế giới. Công trình khổng lồ hình ô che này được thiết kế bởi kiến trúc sư người Đức Jürgen Mayer, hoàn thành năm 2011. Đây là một công trình kiến trúc hiện đại, bao gồm chợ trung tâm và một khu khảo cổ học ngầm. Sân thượng mái của công trình là một điểm ngắm cảnh toàn thành phố.

### Parque de María Luisa

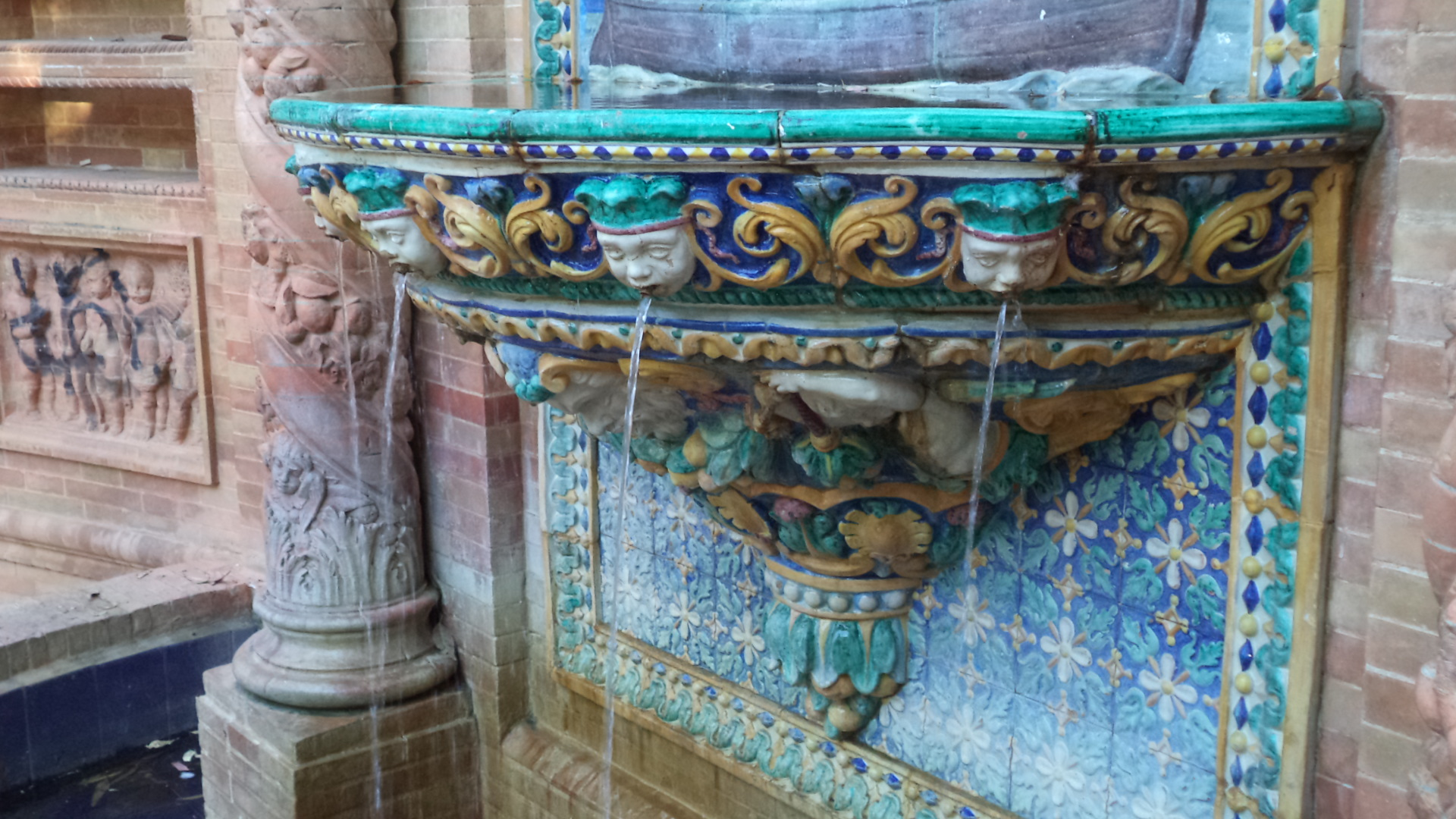
Đài phun nước lát gạch trong Parque de María Luisa

Công viên rộng lớn Parque de María Luisa (Công viên María Luisa) được kiến trúc sư Aníbal González thiết kế cho Triển lãm Ibero-Mỹ năm 1929. Công viên bao gồm hai quảng trường lớn, Plaza de España và Plaza de América, cùng một số tượng đài và bảo tàng. Đây là những ví dụ nổi bật của kiến trúc phục hưng khu vực (regionalist Revival architecture), kết hợp giữa Tân Mudéjar và Tân Phục Hưng, được trang trí lộng lẫy với những viên gạch men tráng men đặc trưng.
Ở phía bắc của công viên, Plaza de España hình bán nguyệt nổi bật với các tòa tháp cao và dãy ghế dài được lát gạch men vẽ, mỗi ghế dành riêng cho một trong 48 tỉnh của Tây Ban Nha. Địa điểm này từng được sử dụng trong nhiều bộ phim.
Ở phía nam công viên, Plaza de América được bao quanh bởi ba công trình mô phỏng các phong cách lịch sử khác nhau: Cung điện Hoàng gia mang đặc trưng Gothic, Pavilion Mudéjar theo phong cách Mudéjar, và Pavilion Bellas Artes mang phong cách Phục Hưng. Hai pavilion sau hiện nay đều được sử dụng làm bảo tàng.

### Bảo tàng

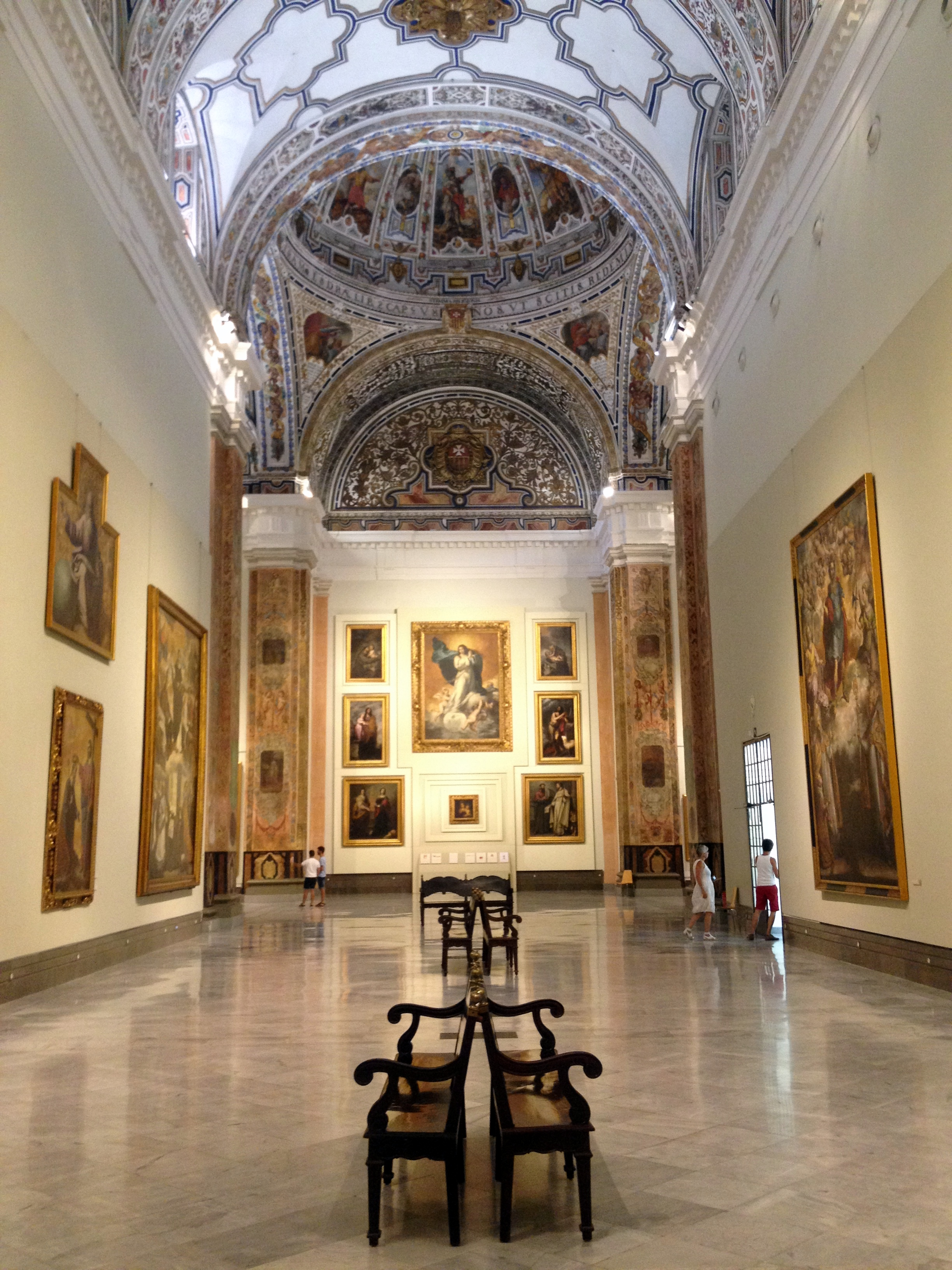
Bảo tàng Mỹ thuật Sevilla

Bộ sưu tập nghệ thuật quan trọng nhất của Seville nằm ở Bảo tàng Mỹ thuật Sevilla. Bảo tàng được thành lập năm 1835 tại tu viện cũ La Merced. Nơi đây trưng bày nhiều kiệt tác của các danh họa Murillo, Pacheco, Zurbarán, Valdés Leal, cùng các bậc thầy khác thuộc Trường phái Baroque Sevilla. Ngoài ra, bảo tàng còn lưu giữ các bức tranh Flanders từ thế kỷ 15 và 16.

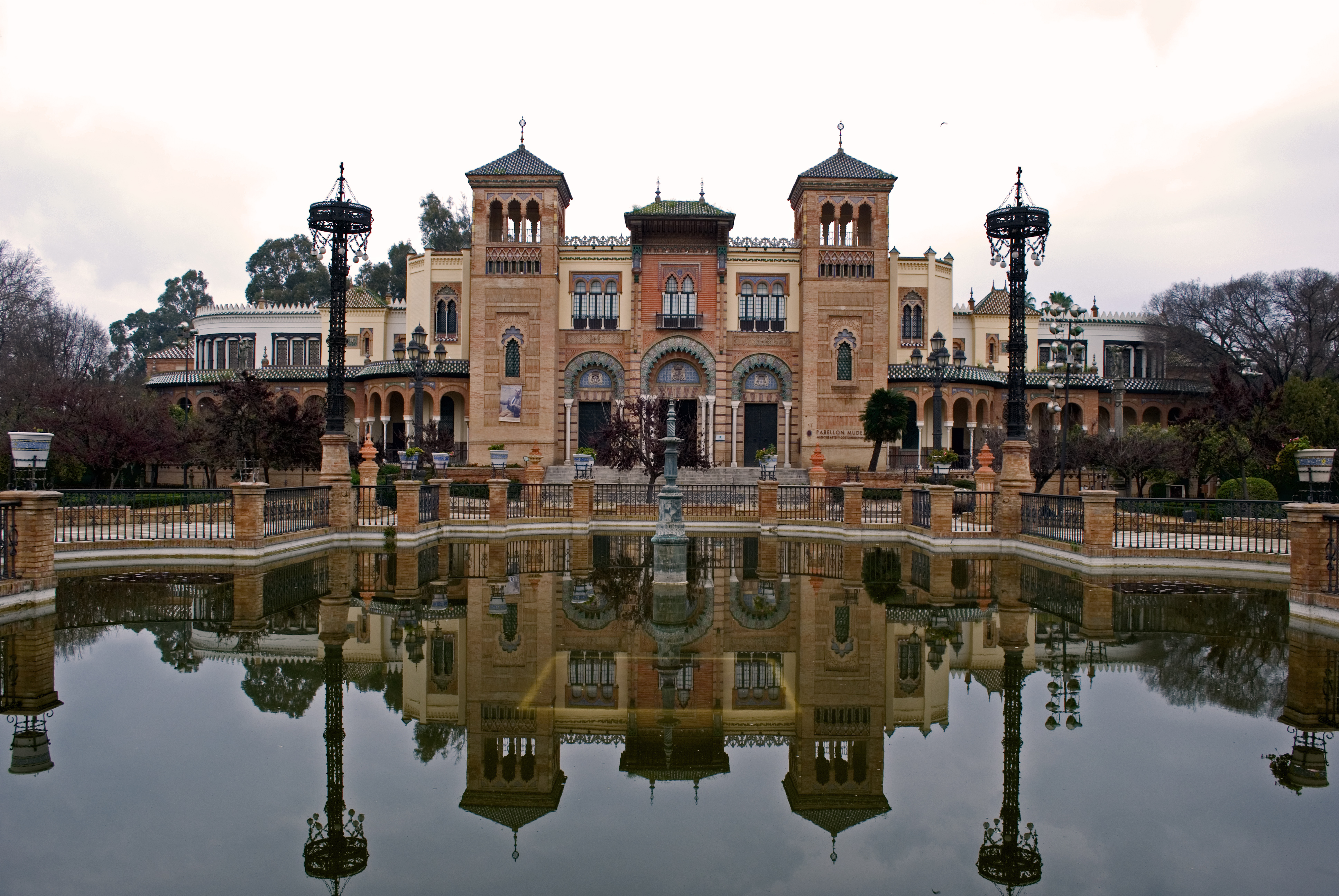
Bảo tàng Nghệ thuật và Truyền thống

Các bảo tàng khác ở Sevilla bao gồm:
- Bảo tàng Khảo cổ học Sevilla: Chứa các bộ sưu tập từ thời kỳ Tartessos, La Mã, Almohad, và Thiên Chúa giáo. Bảo tàng nằm tại Plaza América trong công viên Parque de María Luisa.
- Bảo tàng Nghệ thuật và Phong tục Dân gian Sevilla: Cũng nằm ở Plaza América, đối diện Bảo tàng Khảo cổ học.
- Trung tâm Nghệ thuật Đương đại Andalusia: Nằm trong khu phố La Cartuja.
- Bảo tàng Hàng hải: Đặt tại tháp Torre del Oro, bên cạnh sông Guadalquivir.
- Bảo tàng Xe ngựa: Nằm ở khu Los Remedios.
- Bảo tàng Nghệ thuật Flamenco.
- Bảo tàng Đấu bò: Nằm trong đấu trường Maestranza.
- Cung điện Nữ Bá tước Lebrija: Một bộ sưu tập tư nhân chứa nhiều sàn khảm được phát hiện tại thị trấn La Mã gần đó, Italica.
- Centro Velázquez (Trung tâm Velázquez): Nằm tại Bệnh viện Cũ của Linh mục, thuộc khu du lịch Santa Cruz.
- Antiquarium ở Metropol Parasol: Một bảo tàng ngầm gồm khu di tích khảo cổ quan trọng nhất từ thời kỳ La Mã cổ đại tại Seville và các tàn tích được bảo tồn.
- Castillo de San Jorge (Lâu đài Thánh George): Nằm gần chợ Triana, cạnh cầu Isabel II. Đây là trụ sở cuối cùng của Tòa án Dị giáo Tây Ban Nha.
- Bảo tàng và Kho báu La Macarena: Nơi trưng bày bộ sưu tập của hội huynh đệ Macarena. Triển lãm này mang đến cho du khách cái nhìn rõ nét về Tuần Thánh ở Seville.
- La Casa de la Ciencia (Nhà Khoa học): Một trung tâm khoa học và bảo tàng nằm đối diện Công viên María Luisa.
- Bảo tàng Gốm sứ tại Triana.
- Pabellón de la Navegación (Pavilion of Navigation): Gian triển lãm về hàng hải.

### Công viên và Vườn
- Vườn Alcázar trong khuôn viên của cung điện Alcázar, gồm một số khu vực được phát triển theo các phong cách lịch sử khác nhau.
- Vườn Buhaira, còn có tên lịch sử là Huerta del Rey, là một công viên công cộng và di tích lịch sử, ban đầu là một khu vườn trong thời nhà Almohadvid (thế kỷ 12).[86][87](tr211)

## Văn hóa

### Nhà hát

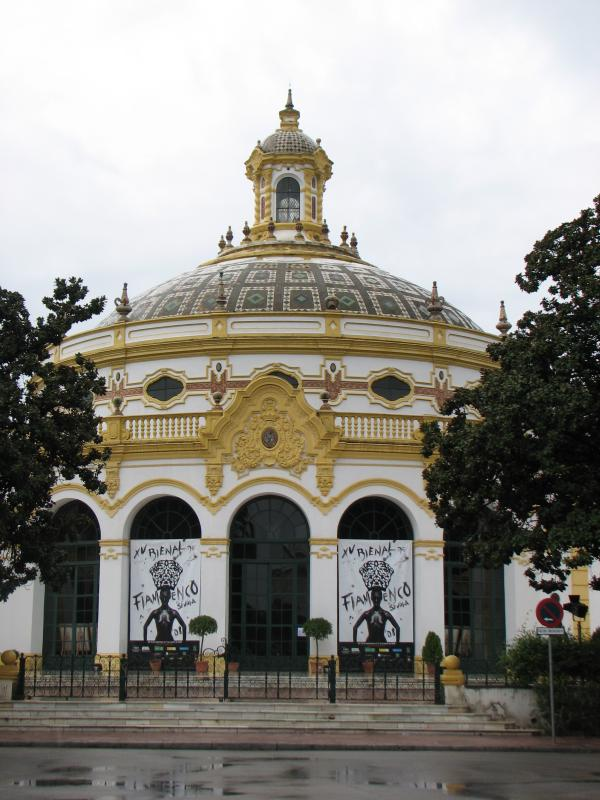
Teatro Lope de Vega

Teatro Lope de Vega nằm trên đại lộ Avenida de María Luisa (gần công viên Parque de María Luisa). Nhà hát được xây dựng vào năm 1929, do kiến trúc sư Vicente Traver y Tomás thiết kế. Đây từng là khán phòng của gian triển lãm thành phố tại Triển lãm Ibero-Mỹ. Gian triển lãm này có một phòng lớn sau đó trở thành Casino de la Exposición. Nhà hát chiếm diện tích 4600 m² và có sức chứa 1100 khán giả. Kiến trúc của nó thuộc phong cách Baroque Tây Ban Nha phục hưng, trung thành với phong cách này cả về bố cục và trang trí.
Nhà hát đã tổ chức nhiều buổi biểu diễn đa dạng, bao gồm kịch, múa, opera, nhạc jazz, và flamenco. Hiện nay, chương trình biểu diễn nổi bật cả trong nước và quốc tế đã đưa nơi đây trở thành một trong những nhà hát quan trọng nhất tại Tây Ban Nha.
Các nhà hát quan trọng khác bao gồm Teatro de la Maestranza, Auditorio Rocío Jurado, và Teatro Central.
Sevilla cũng có một corral de comedias (nhà hát sân trong), được gọi là Corral del Coliseo, hiện được sử dụng làm khu nhà ở.

### Lễ hội
Sevilla có nhiều lựa chọn giải trí phong phú và một trong những điểm thu hút lớn nhất là các lễ hội diễn ra quanh năm. Một số lễ hội tập trung vào tôn giáo và văn hóa, số khác lại tôn vinh văn hóa dân gian, truyền thống và giải trí của khu vực.

#### Tuần Thánh ở Sevilla (Semana Santa)

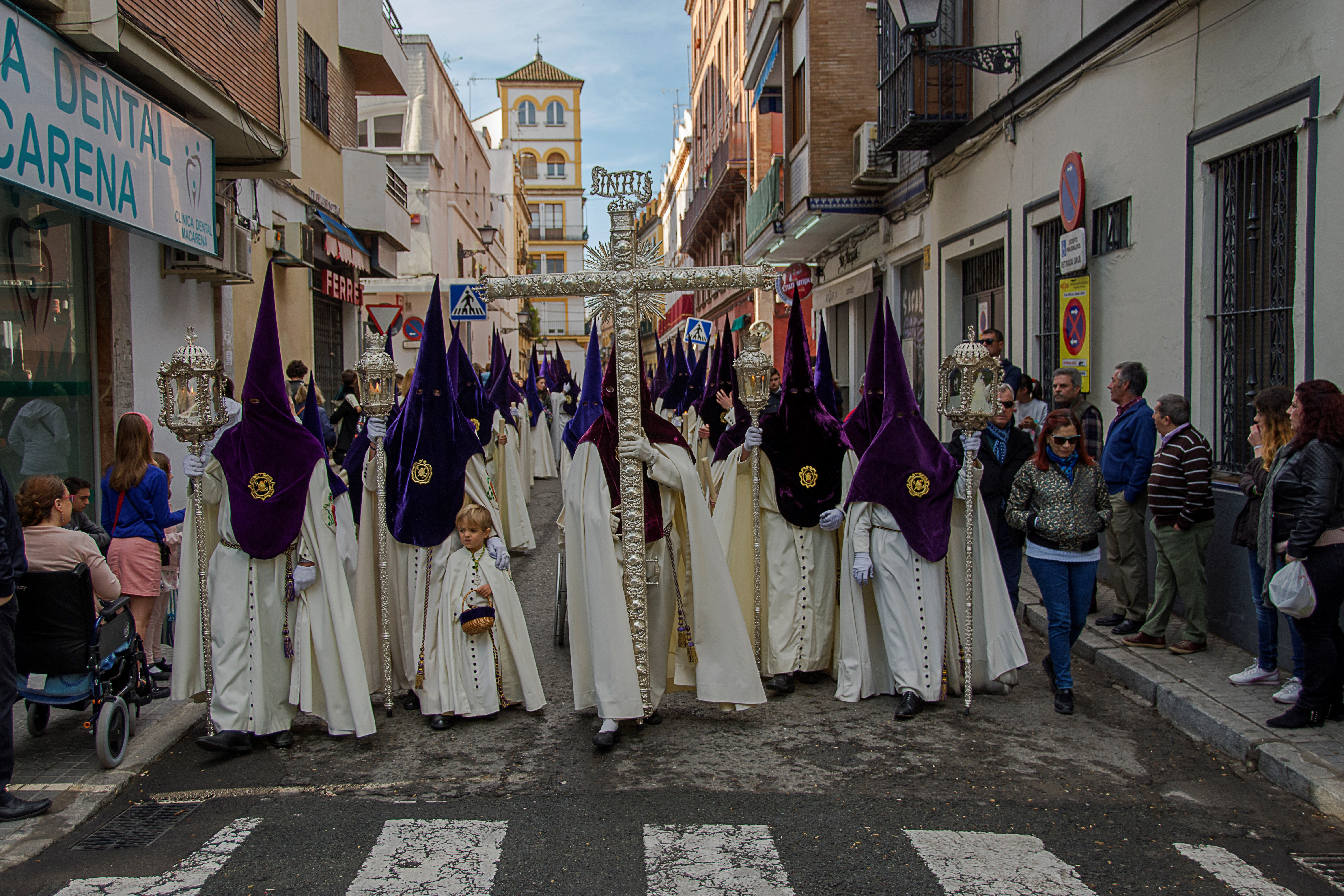
Cây thánh giá dẫn đường của giáo xứ La Macarena khi đi qua Phố Fray Luis Sotelo.

Lễ hội Semana Santa được tổ chức khắp Tây Ban Nha và Mỹ Latin, nhưng sự kiện tại Sevilla đặc biệt lớn và được công nhận là Fiesta of International Tourist Interest (Lễ hội Du lịch Quốc tế). Có 54 hội huynh đệ địa phương (cofradías) tổ chức các xe rước và các cuộc diễu hành trong tuần, tái hiện câu chuyện về Cuộc Thương Khó của Chúa Giêsu. Âm nhạc và nghệ thuật truyền thống được lồng ghép vào các cuộc diễu hành, biến Semana Santa thành một phần quan trọng trong bản sắc văn hóa hữu hình và vô hình của Sevilla.

#### Bienal de Flamenco
Sevilla là nơi tổ chức lễ hội flamenco hai năm một lần La Bienal, được coi là "sự kiện flamenco lớn nhất thế giới" và kéo dài gần một tháng.

#### Velá de Santiago y Santa Ana
Tại khu vực Triana, lễ hội Velá de Santiago y Santa Ana được tổ chức vào tháng 7 hàng năm, bao gồm các sự kiện thể thao, biểu diễn và hoạt động văn hóa nhằm tôn vinh Thánh Santiago và Thánh Ana.

#### Hội chợ Tháng Tư (Feria de Abril)

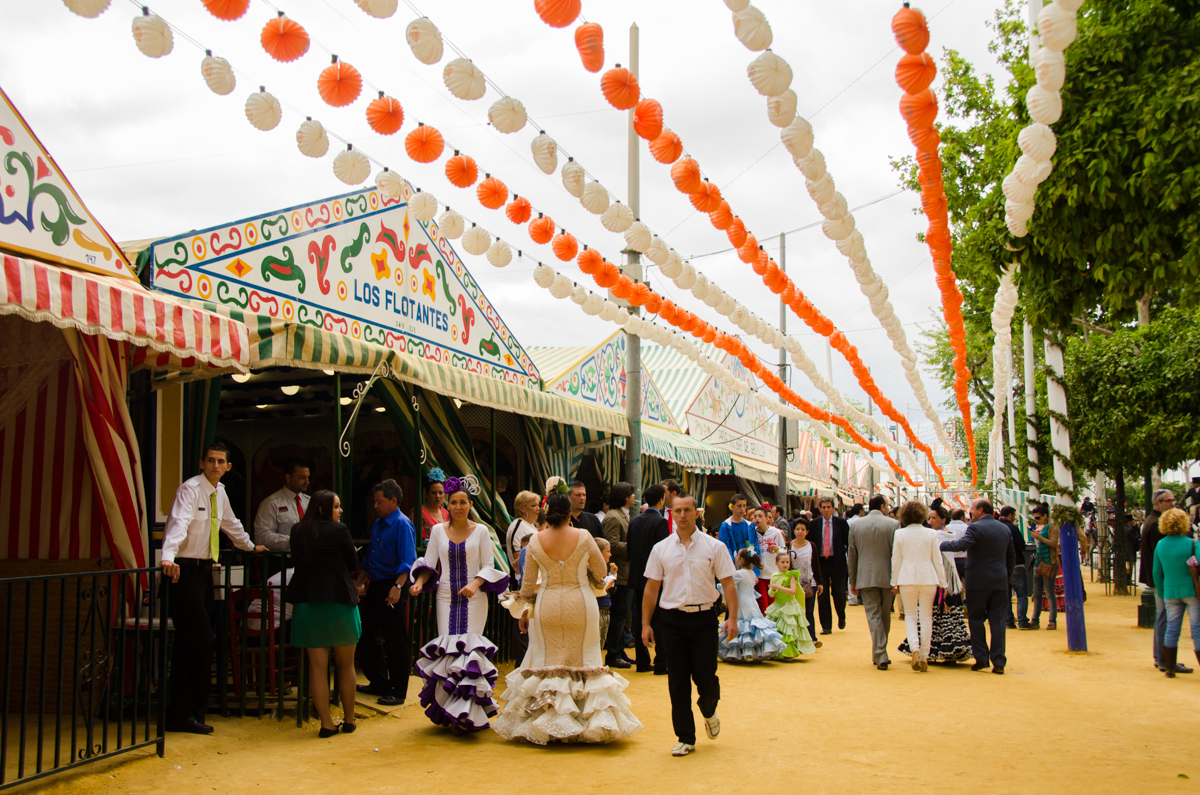
Casetas trong Feria de Abril 2012

Lễ hội Feria de Abril là một sự kiện lớn diễn ra khoảng hai tuần sau Semana Santa. Ban đầu, lễ hội gắn liền với việc buôn bán gia súc, nhưng ngày nay, nó nhằm tạo ra một không khí vui vẻ, gắn với việc tôn vinh văn hóa dân gian Tây Ban Nha.
Trong lễ hội, các gia đình, doanh nghiệp, và tổ chức dựng các casetas (lều bạt) để vui chơi, khiêu vũ, uống rượu, và giao lưu. Phụ nữ thường mặc những bộ váy flamenco lộng lẫy, trong khi đàn ông mặc những bộ vest trang trọng. Các lều bạt được dựng trên một khu hội chợ cố định ở quận Los Remedios, nơi mỗi con phố được đặt theo tên một đấu sĩ bò tót nổi tiếng.

#### Salón Náutico Internacional de Sevilla
Triển lãm Thuyền Quốc tế Sevilla là sự kiện thường niên được tổ chức tại cảng biển nội địa duy nhất của Tây Ban Nha, và cũng là một trong những cảng quan trọng nhất châu Âu.

### Âm nhạc

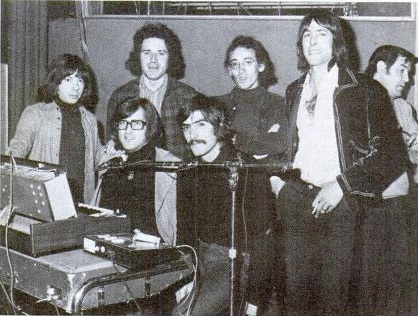
Sevilla được biết đến với dòng nhạc flamenco rock, với ban nhạc Triana được xem là đại diện tiêu biểu và là cha đẻ của dòng nhạc rock andaluz.

Thành phố cũng có một nền nhạc rock sôi động vào những năm 1970 và 1980, với các ban nhạc như Triana, Alameda, và Smash, kết hợp giữa flamenco truyền thống và rock phong cách Anh. Vào đầu những năm 1990, các nhóm nhạc punk rock như Reincidentes, ban nhạc indie Sr Chinarro, và ca sĩ Kiko Veneno bắt đầu nổi lên. Hiện nay, âm nhạc tại Sevilla có cả những nghệ sĩ rap như SFDK, Mala Rodríguez, và Tote King, thể hiện sự đa dạng trong đời sống âm nhạc của thành phố.
Sevilla cũng là nơi diễn ra nhiều buổi biểu diễn nhạc cổ điển tại các nhà hát như Teatro Lope de Vega, Teatro de la Maestranza, và Real Alcázar Gardens.
Ngày 19 tháng 11 năm 2023, Sevilla đã tổ chức Lễ trao giải Grammy Latin lần thứ 24 tại Trung tâm Hội nghị và Triển lãm FIBES, trở thành thành phố đầu tiên ngoài Hoa Kỳ đăng cai sự kiện này.

### Flamenco

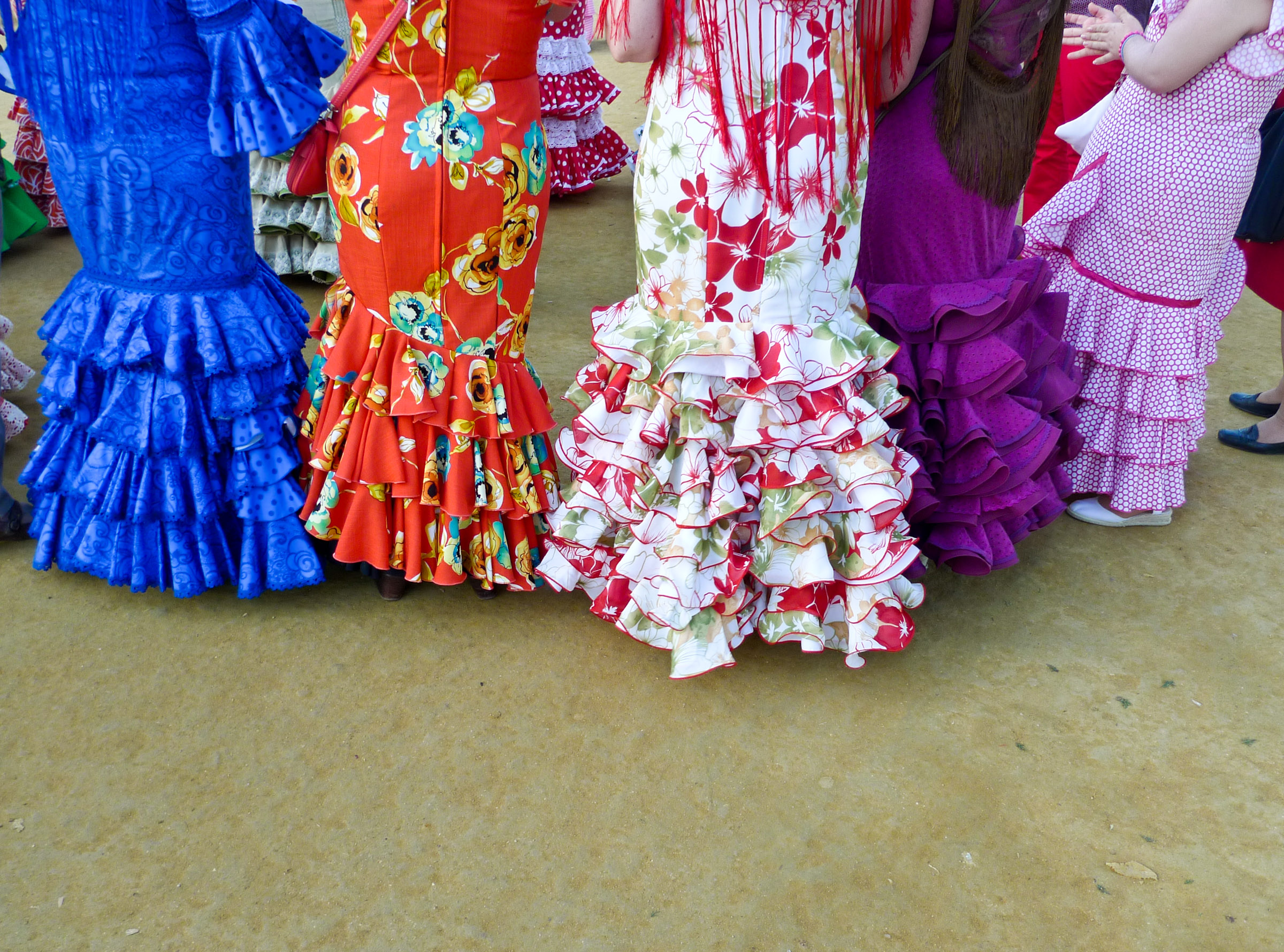
Trang phục Flamenco trong Hội chợ Sevilla

Quận Triana tại Sevilla được coi là cái nôi của flamenco, nơi nó khởi nguồn như một hình thức thể hiện của những người nghèo và bị gạt ra ngoài lề xã hội. Cộng đồng người Romani tại Sevilla, được gọi là Flamencos, đóng vai trò quan trọng trong sự phát triển của loại hình nghệ thuật này. Flamenco bắt đầu như một đại diện của văn hóa Andalusia và đã trở thành biểu tượng di sản quốc gia của Tây Ban Nha.
Sevilla có nhiều nghệ sĩ flamenco hơn bất kỳ nơi nào khác tại Tây Ban Nha, tạo nên một ngành công nghiệp xung quanh loại hình này và thu hút lượng lớn khách du lịch đến thành phố.

### Ẩm thực

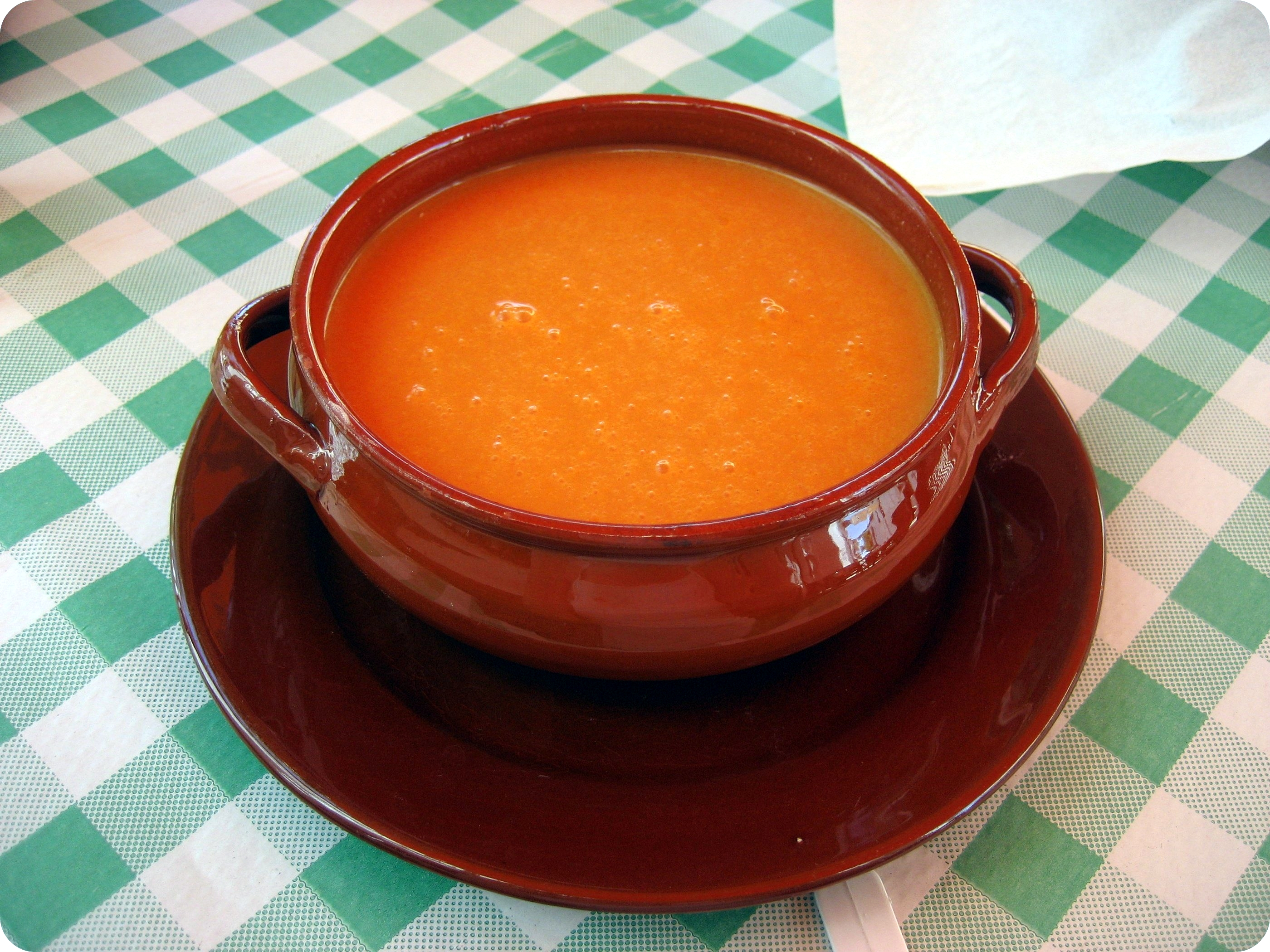
Gazpacho Andalusia

Tapas là một trong những điểm thu hút văn hóa chính của thành phố: mọi người đi từ quán bar này sang quán bar khác, thưởng thức những món ăn nhẹ gọi là tapas (nghĩa đen là "nắp" trong tiếng Tây Ban Nha, đề cập đến nguồn gốc của chúng là đồ ăn nhẹ được phục vụ trên đĩa nhỏ dùng để đậy đồ uống). Đặc sản địa phương bao gồm hải sản chiên và nướng (bao gồm mực ống, choco (mực nang), cá kiếm, cá nhám ướp và ortiguillas (hải quỳ)), các món thịt nướng và hầm, rau bina với đậu xanh, Jamón ibérico, thận cừu sốt sherry, ốc sên, caldo de puchero và Gazpacho. Bánh sandwich được gọi là serranito là phiên bản thức ăn nhanh điển hình và phổ biến.
Các món tráng miệng đặc trưng của Seville bao gồm: pestiños, một loại bánh ngọt phủ mật ong; torrijas, lát bánh mì chiên với mật ong; roscos fritos, bánh rán vòng bọc đường chiên giòn; magdalenas hay bánh cổ tích; yemas de San Leandro, cung cấp nguồn doanh thu cho các tu viện của thành phố; và tortas de aceite, một loại bánh mỏng phủ đường làm từ dầu ô liu. Polvorones và mantecados là những sản phẩm Giáng sinh truyền thống, trong khi pestiños và torrijas thường được tiêu thụ trong Tuần Thánh ở Sevilla.
Cam đắng Sevilla mọc trên các con phố trong thành phố, thường được xuất khẩu sang Anh để làm mứt. Gần đây, thành phố đã thử nghiệm sử dụng khí metan sinh ra từ quá trình lên men cam để sản xuất điện sạch.

## Kinh tế

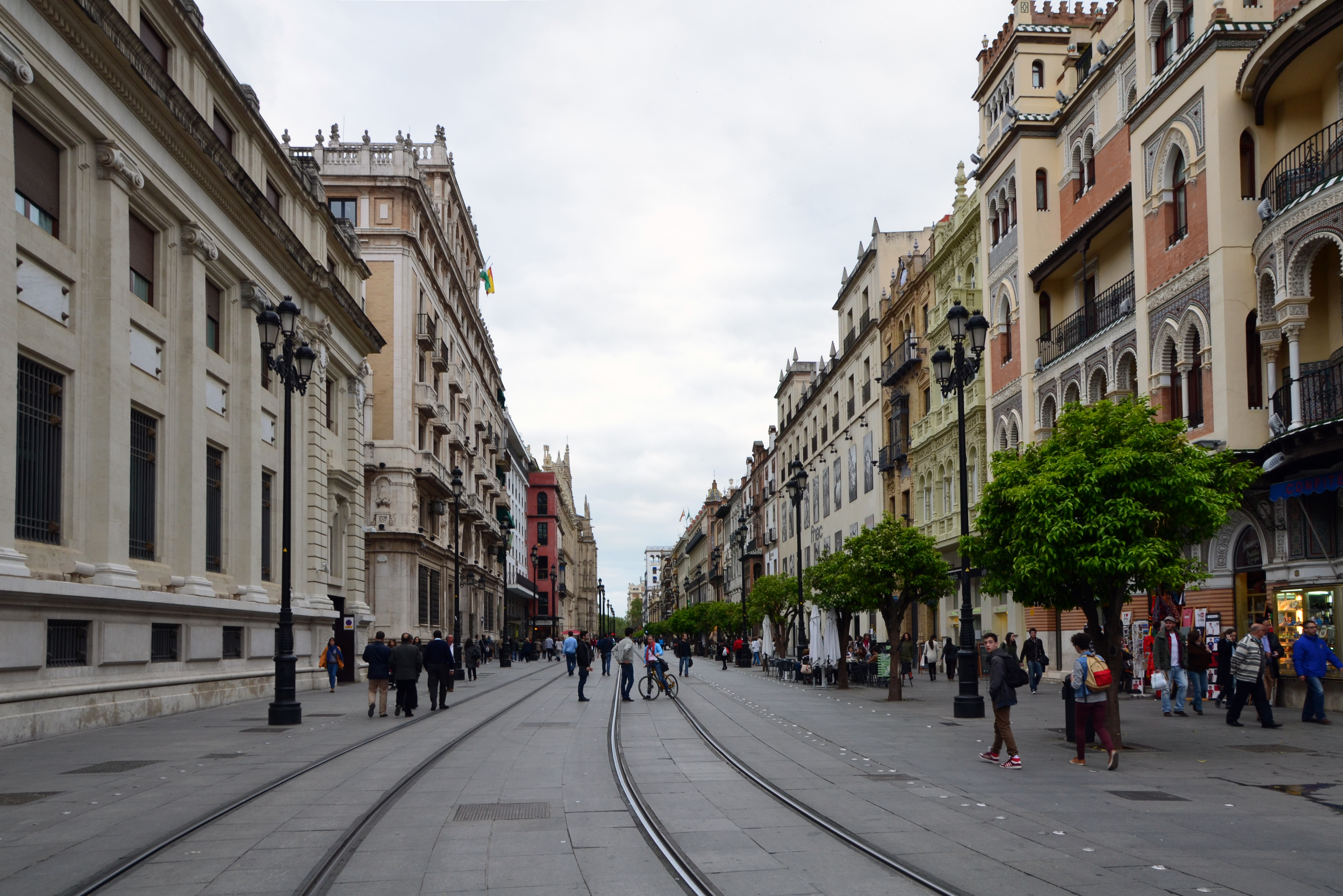
Đại lộ Constitución

Seville là thành phố đông dân nhất ở miền nam Tây Ban Nha và có GDP (tổng sản phẩm quốc nội) lớn nhất trong số các thành phố ở Andalusia, chiếm một phần tư tổng GDP của vùng. Tất cả các đô thị trong khu vực đô thị phụ thuộc trực tiếp hoặc gián tiếp vào nền kinh tế Seville, trong khi nông nghiệp chiếm ưu thế tại các làng nhỏ hơn, với một số hoạt động công nghiệp tập trung trong các khu công nghiệp. Diputación de Sevilla (Hội đồng tỉnh Seville), có trụ sở tại Antiguo Cuartel de Caballería (Trại kỵ binh cũ) trên Đại lộ Menendez Pelayo, cung cấp dịch vụ công cộng cho những làng xa xôi vốn không thể tự đảm nhận.
Hoạt động kinh tế của Seville gắn liền với bối cảnh địa lý và đô thị của thành phố; thủ phủ Andalusia là trung tâm của một khu vực đô thị đang phát triển. Ngoài các khu phố truyền thống như Santa Cruz, Triana và các khu khác, những khu xa trung tâm hơn như Nervión, Sevilla Este và El Porvenir đã chứng kiến sự tăng trưởng kinh tế gần đây. Cho đến cuộc khủng hoảng kinh tế năm 2007, khu vực đô thị này đã chứng kiến sự gia tăng dân số đáng kể và sự phát triển của các khu công nghiệp và thương mại mới.
Trong giai đoạn này, cơ sở hạ tầng sẵn có trong thành phố đã góp phần vào sự phát triển của nền kinh tế do khu vực dịch vụ chi phối, nhưng công nghiệp vẫn giữ một vị trí đáng kể.

### Cơ sở hạ tầng

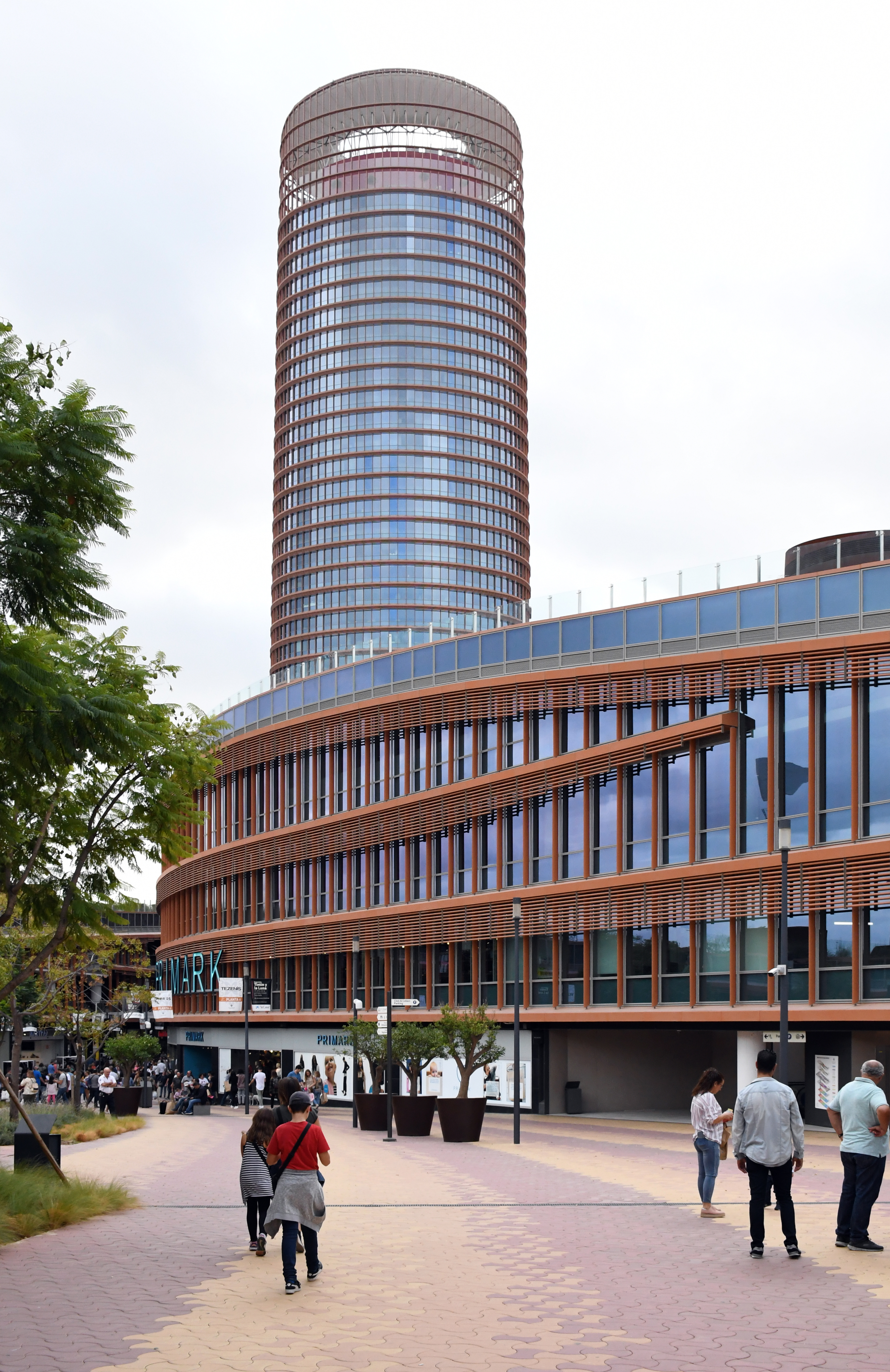
Tháp Sevilla trên đảo La Cartuja, do kiến trúc sư César Pelli thiết kế

Thập niên 1990 chứng kiến sự gia tăng mạnh mẽ trong đầu tư cơ sở hạ tầng tại Seville, phần lớn nhờ việc thành phố đăng cai Triển lãm Thế giới Seville 1992. Sự phát triển kinh tế của thành phố và khu vực đô thị của nó được hỗ trợ bởi các tuyến giao thông thuận lợi đến các thành phố khác của Tây Ban Nha, bao gồm tuyến đường sắt cao tốc AVE đến Madrid và sân bay quốc tế mới San Pablo.
Seville có cảng sông duy nhất ở Tây Ban Nha, nằm cách 80 km (50 mi) từ cửa sông Guadalquivir. Khu cảng này cho phép tiếp cận Đại Tây Dương và Địa Trung Hải, tạo điều kiện cho việc buôn bán hàng hóa giữa miền nam Tây Ban Nha (Andalusia, Extremadura) và châu Âu, Trung Đông cũng như Bắc Phi. Cảng đã được tái tổ chức. Sản lượng hàng hóa hàng năm đạt 5,3 triệu tấn vào năm 2006.
Cartuja 93 là một công viên nghiên cứu và phát triển, sử dụng 15.000 lao động. Parque Tecnológico y Aeronáutico Aerópolis (Công viên Công nghệ và Hàng không) tập trung vào ngành công nghiệp hàng không. Bên ngoài Seville có chín tháp năng lượng mặt trời PS20, sử dụng thời tiết nắng nóng của thành phố để cung cấp phần lớn năng lượng sạch và tái tạo.
Tòa nhà chọc trời Tháp Sevilla được khởi công vào tháng 3 năm 2008 và hoàn thành năm 2015. Với chiều cao 180,5 mét (592 foot) và 40 tầng, đây là tòa nhà cao nhất ở Andalusia.
Seville có các cơ sở hội nghị, bao gồm Trung tâm Hội nghị và Triển lãm FIBES.

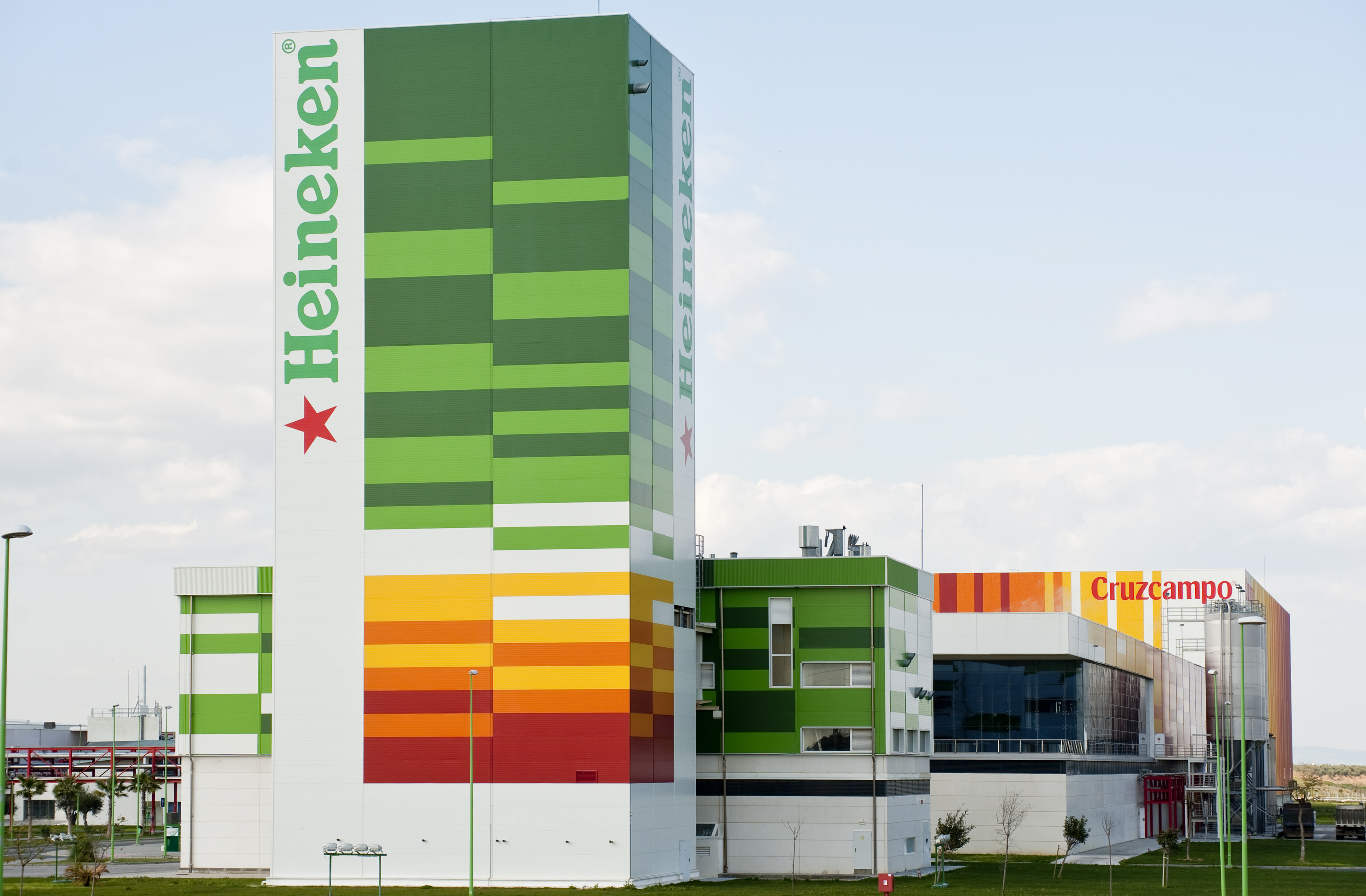
Heineken – nhà máy bia ở Seville

### Nghiên cứu và phát triển
Consejo Superior de Investigaciones Científicas en Sevilla (CSIC) đặt trụ sở trong Pavilion Peru cũ tại Công viên María Luisa. Tháng 4 năm 2008, hội đồng thành phố Seville đã cấp ngân sách để cải tạo tòa nhà, biến nó thành Casa de la Ciencia (Trung tâm Khoa học) nhằm khuyến khích sự quan tâm của công chúng đối với khoa học. Công ty quốc tế Neocodex đặt trụ sở tại Seville; công ty này sở hữu ngân hàng DNA đầu tiên và lớn nhất ở Tây Ban Nha, đồng thời có nhiều đóng góp quan trọng cho nghiên cứu khoa học trong lĩnh vực di truyền học. Seville cũng được xem là trung tâm quan trọng về công nghệ và nghiên cứu trong lĩnh vực năng lượng tái tạo và công nghiệp hàng không vũ trụ.
Kết quả nghiên cứu từ các trung tâm tại các trường đại học ở Seville phối hợp với chính quyền thành phố, cùng với nhiều công ty công nghệ địa phương, đã giúp Seville trở thành một trong những thành phố dẫn đầu Tây Ban Nha về nghiên cứu và phát triển công nghệ. Parque Científico Tecnológico Cartuja 93 là điểm hội tụ của các khoản đầu tư công và tư trong nhiều lĩnh vực nghiên cứu khác nhau.
Các lĩnh vực đổi mới và nghiên cứu chính bao gồm viễn thông, công nghệ mới, công nghệ sinh học (với ứng dụng trong sản xuất nông nghiệp địa phương), môi trường và năng lượng tái tạo.

## Giao thông

### Xe buýt
Seville được phục vụ bởi mạng lưới xe buýt TUSSAM (Transportes Urbanos de Sevilla) hoạt động khắp thành phố. Consorcio de Transportes de Sevilla vận hành các tuyến xe buýt kết nối thành phố với tất cả các thị trấn vệ tinh xung quanh.
Có hai bến xe buýt phục vụ giao thông giữa các khu vực lân cận và các thành phố khác: Bến Plaza de Armas, với các điểm đến phía bắc và tây, và bến Prado de San Sebastián, phục vụ các tuyến đi về phía nam và đông. Bến Plaza de Armas có các tuyến xe buýt trực tiếp đến nhiều thành phố Tây Ban Nha cũng như Lisbon, Bồ Đào Nha.

### Tàu điện ngầm

Biểu tượng Tàu điện ngầm Seville

Tàu điện ngầm Seville (Metro de Sevilla trong tiếng Tây Ban Nha) là hệ thống tàu điện ngầm nhẹ phục vụ thành phố Seville và khu vực đô thị của nó. Hệ thống này hoàn toàn độc lập với các tuyến đường sắt khác và giao thông mặt đất, đảm bảo đường ray dành riêng cho tàu. Tất cả các ga đều được trang bị cửa chắn ke ga, tăng cường an toàn và hiệu quả vận hành.
Tàu điện ngầm Seville là hệ thống metro thứ sáu được xây dựng ở Tây Ban Nha, sau Madrid, Barcelona, Valencia, Bilbao và Palma de Mallorca. Nó được thiết kế để cung cấp giải pháp giao thông hiện đại, hiệu quả và có sức chứa lớn cho Seville và các vùng ngoại ô đang phát triển.
Tính đến năm 2024, tàu điện ngầm Seville có một tuyến duy nhất, tuyến , với 21 ga, kết nối các khu vực chính của thành phố với các đô thị lân cận như Mairena del Aljarafe, San Juan de Aznalfarache và Dos Hermanas.
Tuyến  hiện đang được xây dựng và khi hoàn thành sẽ tăng cường khả năng kết nối giữa phía bắc và nam thành phố. Các tuyến 2 và 4 vẫn đang trong giai đoạn quy hoạch.
Năm 2024, tàu điện ngầm Seville đã vận chuyển hơn 22 triệu hành khách, trở thành hệ thống metro lớn thứ năm ở Tây Ban Nha về lượng khách hàng năm. Nó đóng vai trò quan trọng trong việc giảm ùn tắc giao thông và thúc đẩy giao thông đô thị bền vững tại thủ phủ Andalusia.

### Tàu điện mặt đất

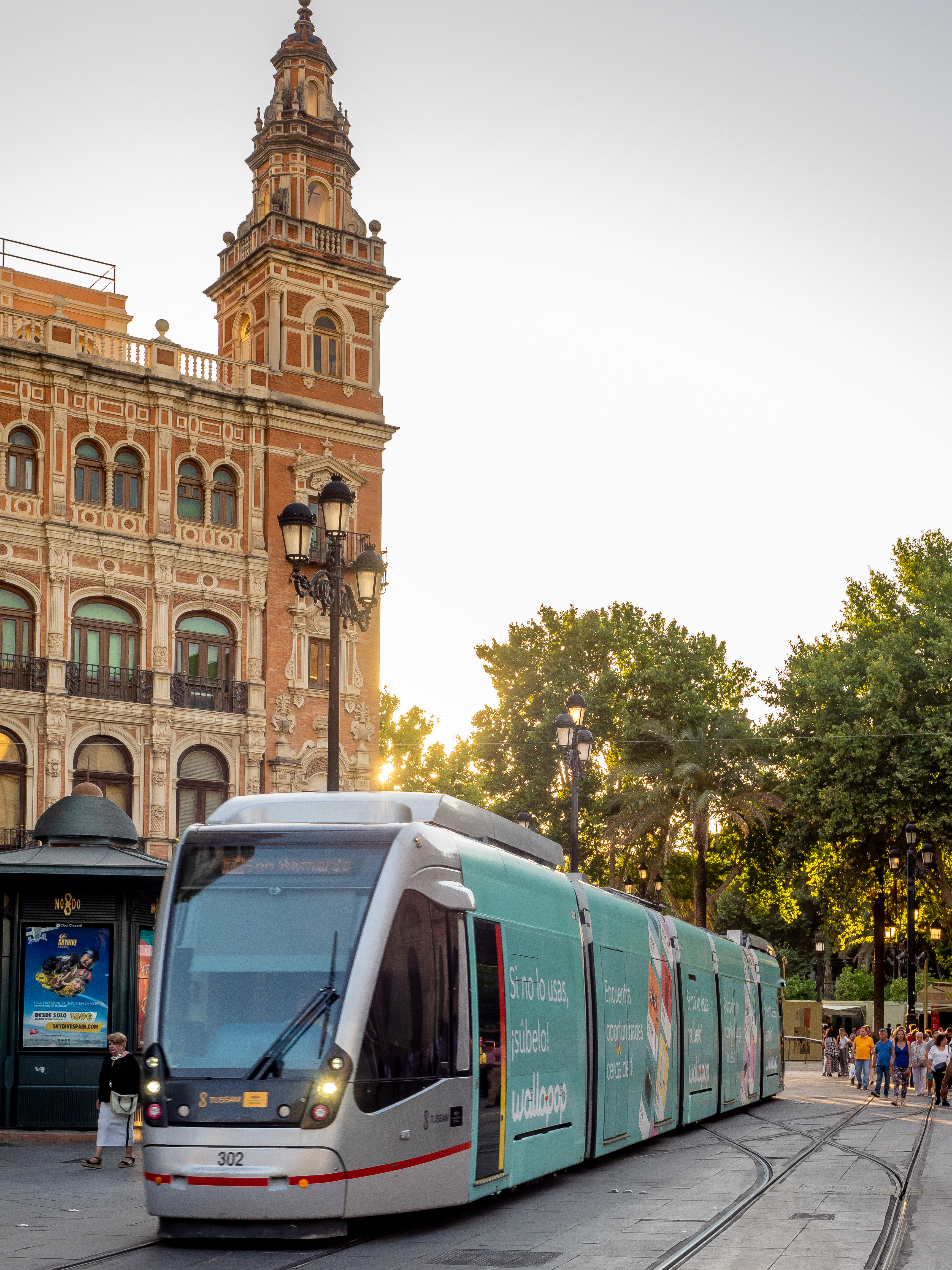
MetroCentro

MetroCentro là tuyến tàu điện mặt đất phục vụ trung tâm thành phố. Tuyến này bắt đầu hoạt động vào tháng 10 năm 2007.
Dịch vụ hiện chỉ có năm điểm dừng: Plaza Nueva, Archivo de Indias, Puerta de Jerez, Prado de San Sebastián và San Bernardo, thuộc Giai đoạn I của dự án. Tuyến dự kiến sẽ được mở rộng đến ga AVE Santa Justa, bao gồm bốn điểm dừng mới: San Francisco Javier, Eduardo Dato, Luis de Morales và Santa Justa. Việc mở rộng này đã bị hoãn lại mặc dù Hội đồng thành phố đã ưu tiên mở rộng các tuyến metro.

### Tàu hỏa
Ga Seville-Santa Justa được phục vụ bởi hệ thống đường sắt cao tốc AVE, do công ty đường sắt quốc doanh Tây Ban Nha Renfe vận hành. Một hệ thống tàu ngoại ô năm tuyến (Cercanías) kết nối thành phố với khu vực đô thị. Seville nằm trong mạng lưới Red Ciudades AVE, kết nối với 17 thành phố lớn của Tây Ban Nha bằng đường sắt cao tốc.
Mặc dù Seville gần thành phố Faro của Bồ Đào Nha, nhưng không thể đi tàu hỏa băng qua biên giới.

### Xe đạp

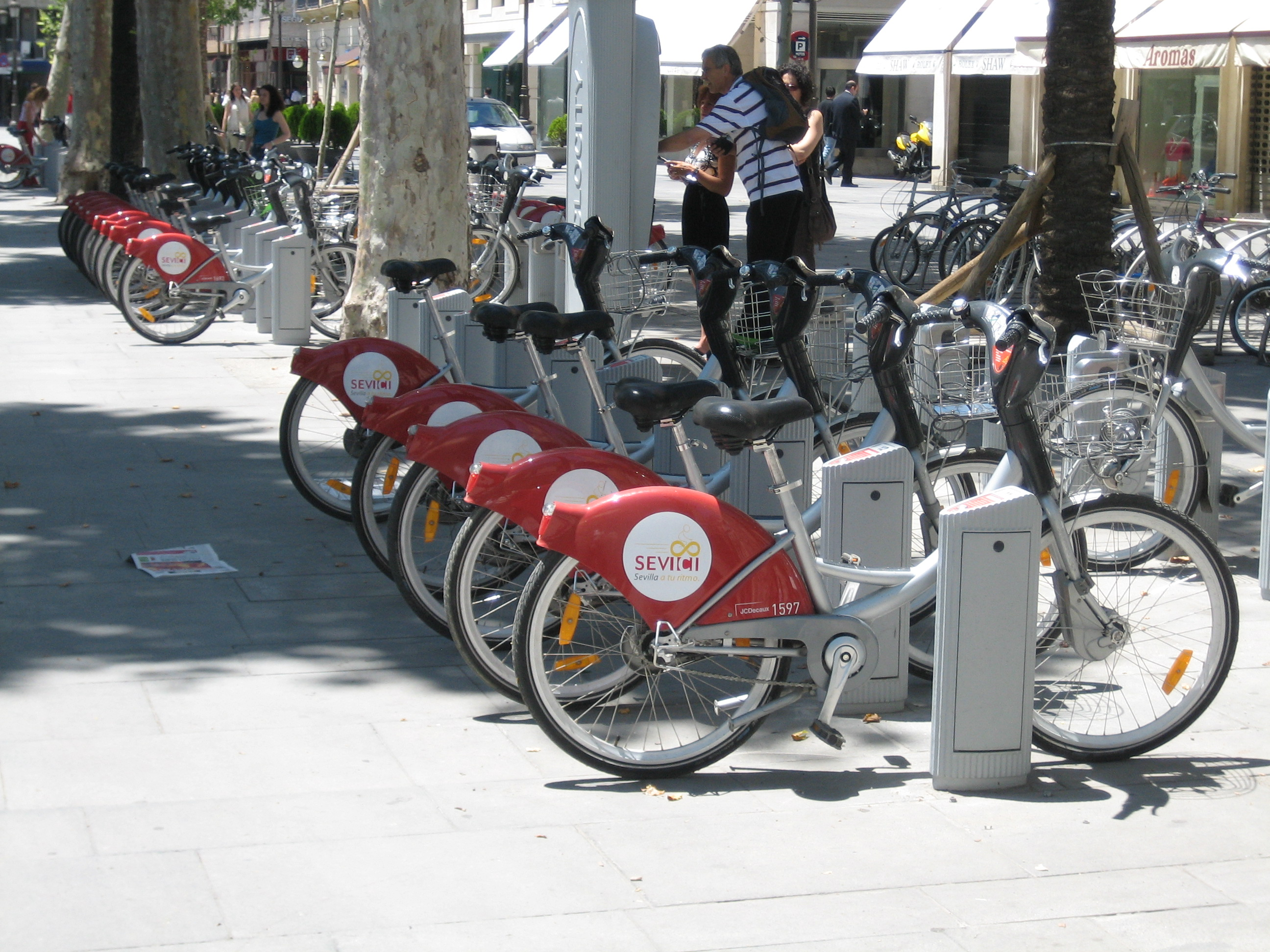
Trạm xe đạp Sevici

Chương trình xe đạp cộng đồng Sevici đã tích hợp xe đạp vào mạng lưới giao thông công cộng. Xe đạp có thể được thuê với chi phí thấp trên khắp thành phố, và các làn đường dành riêng cho xe đạp có viền xanh được thấy trên hầu hết các tuyến phố chính. Số lượng người sử dụng xe đạp như phương tiện giao thông ở Seville đã tăng đáng kể trong những năm gần đây, tăng gấp mười lần từ năm 2006 đến năm 2011. Tính đến  năm 2015, ước tính 9% tổng số chuyến đi bằng phương tiện cơ giới trong thành phố (và 5,6% tổng số chuyến đi bao gồm cả đi bộ) được thực hiện bằng xe đạp.
Hội đồng thành phố đã ký hợp đồng với tập đoàn đa quốc gia JCDecaux, một công ty quảng cáo ngoài trời. Hệ thống cho thuê xe đạp công cộng này được tài trợ bởi một đơn vị quảng cáo địa phương, đổi lại thành phố nhượng quyền khai thác bảng quảng cáo trên toàn thành phố trong 10 năm. Toàn bộ chương trình được gọi là Cyclocity bởi JCDecaux, nhưng mỗi thành phố có tên thương hiệu riêng.
Tính đến năm 2022, một số công ty trong ngành e-bike thuộc chương trình xe đạp cộng đồng như Lime và Ridemovi đã bắt đầu hoạt động tại thành phố, nhờ các điểm đỗ xe mới do Hội đồng thành phố Seville thiết lập.

### Sân bay

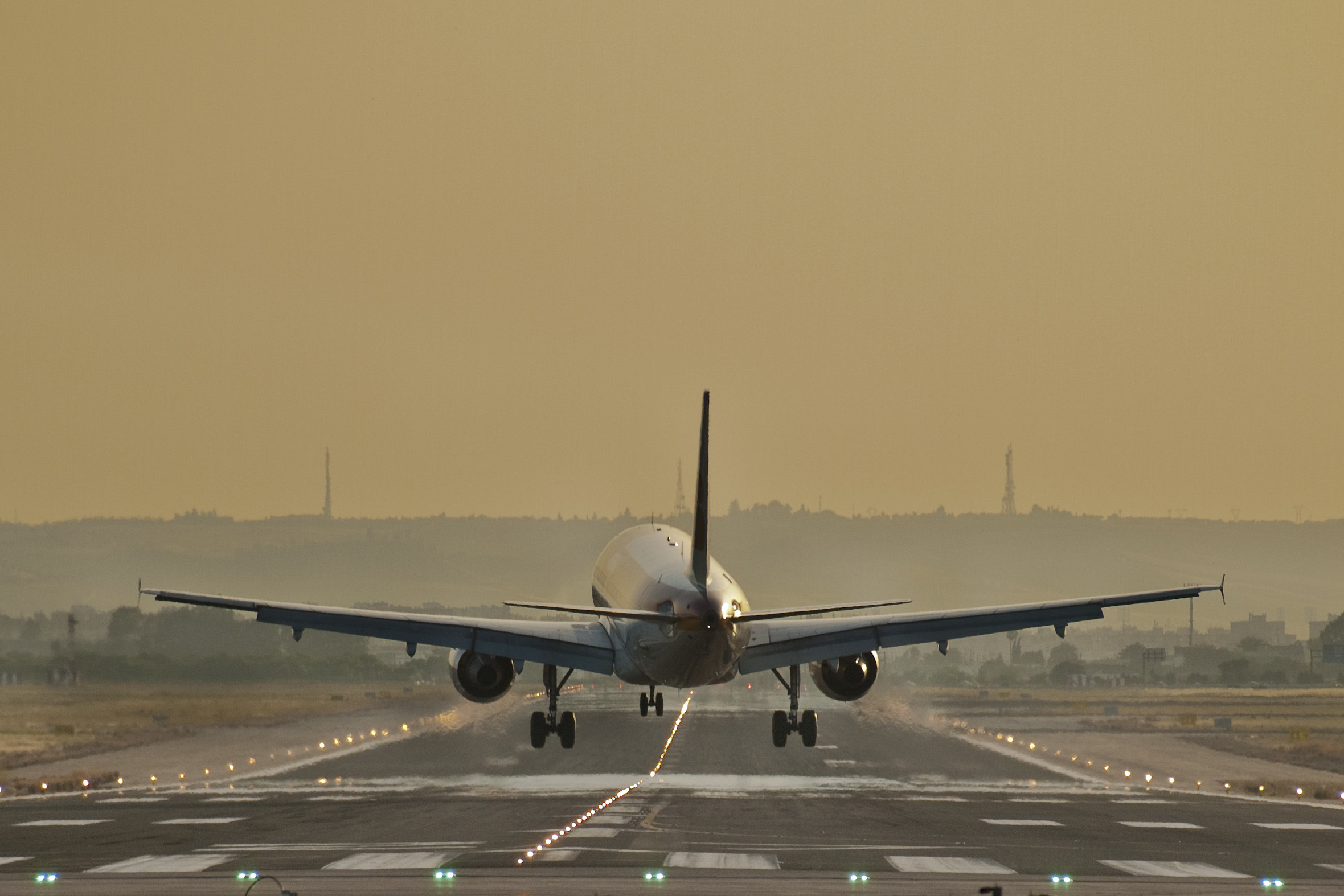
Máy bay hạ cánh tại Sân bay San Pablo

Sân bay San Pablo là sân bay chính của Seville và là sân bay nhộn nhịp thứ hai của Andalusia, sau Málaga, và đứng đầu về vận chuyển hàng hóa. Năm 2019, sân bay xử lý 7.544.357 hành khách và gần 9.891 tấn hàng hóa. Sân bay có một ga và một đường băng.
Đây là một trong những căn cứ của hãng hàng không giá rẻ Vueling, và từ tháng 11 năm 2010 Ryanair cũng đặt máy bay tại sân bay này. Ngoài ra, năm 2019 Ryanair đã mở cơ sở bảo dưỡng máy bay đầu tiên của mình ở Tây Ban Nha tại sân bay Seville.
Điều này cho phép có các chuyến bay giá rẻ trực tiếp đến nhiều thành phố Tây Ban Nha, cũng như đến Bồ Đào Nha với các chuyến bay hàng tuần tới Porto và các thành phố châu Âu khác.

### Cảng
Seville là cảng sông thương mại duy nhất ở Tây Ban Nha và là thành phố nội địa duy nhất trong cả nước nơi tàu du lịch có thể cập bến ngay trung tâm lịch sử. Ngày 21 tháng 8 năm 2012, Muelle de las Delicias, do Cơ quan Cảng Seville quản lý, đã đón tàu du lịch Azamara Journey trong hai ngày, con tàu lớn nhất từng ghé thăm thành phố. Con tàu này thuộc công ty vận tải biển Royal Caribbean và có sức chứa tới 700 hành khách.

### Đường bộ
Seville có hai tuyến đường vành đai, SE-20 và SE-30. Tuy nhiên, chúng không tạo thành đường cao tốc khép kín hoàn chỉnh quanh thành phố.  
SE-30 kết nối với A-4, tuyến autovía quan trọng nhất ở tây nam Tây Ban Nha, trực tiếp nối thành phố với Cádiz, Córdoba và Madrid. SE-30 và A-4 cùng nhau tạo thành đường vành đai cao tốc bao quanh hai phần ba thành phố. 
Phần ba phía bắc được bao quanh bởi các tuyến đường chính với giao lộ cùng mức, như SE-20 và Ronda Urbana Norte.  
Một tuyến autovía khác, A-92, nối thành phố với Osuna, Antequera, Granada, Guadix và Almería. A-49 kết nối Seville với Huelva và vùng Algarve ở miền nam Bồ Đào Nha.

### Thống kê giao thông công cộng
Thời gian trung bình mà người dân ở Sevilla di chuyển bằng phương tiện công cộng (ví dụ đi làm hoặc đi học) trong một ngày trong tuần là 34 phút. 7% hành khách sử dụng phương tiện công cộng đi lại hơn hai giờ mỗi ngày. Thời gian trung bình mà người dân phải chờ ở điểm dừng hoặc ga là tám phút, trong khi 15% hành khách phải chờ hơn 20 phút mỗi ngày. Quãng đường trung bình mà hành khách đi trong một chuyến là 5,6 kilômét (3,5 mi), trong khi 7% đi hơn 12 kilômét (7,5 mi) chỉ trong một chiều.

## Giáo dục
Seville có ba trường đại học công lập. Đại học Seville (US), được thành lập năm 1505; tính đến năm 2019 có 72.000 sinh viên. Đại học Pablo de Olavide (UPO), thành lập năm 1997, với 9.152 sinh viên vào năm 2019; và Đại học Quốc tế Andalusia (UNIA), thành lập năm 1994.
US và UPO là những trung tâm học thuật quan trọng ở miền tây Andalusia vì cung cấp nhiều khóa học đa dạng; do đó, thành phố có số lượng lớn sinh viên đến từ Huelva và Cádiz.
Ngoài ra còn có Trường Nghiên cứu Mỹ Latinh (School of Hispanic American Studies), thành lập năm 1942; Đại học Quốc tế Menéndez Pelayo, có trụ sở tại Santander và vận hành cơ sở chi nhánh tại Seville; cùng Đại học Loyola Andalusia.
Các trường quốc tế tiểu học và trung học
- Lycée Français de Séville (Trường Pháp)
- Deutsche Schule Sevilla (Trường Đức)
- Trường Anh St. George's

Seville cũng là nơi có nhiều trường quốc tế và cao đẳng phục vụ sinh viên Mỹ đến học tập trao đổi.

## Thể thao

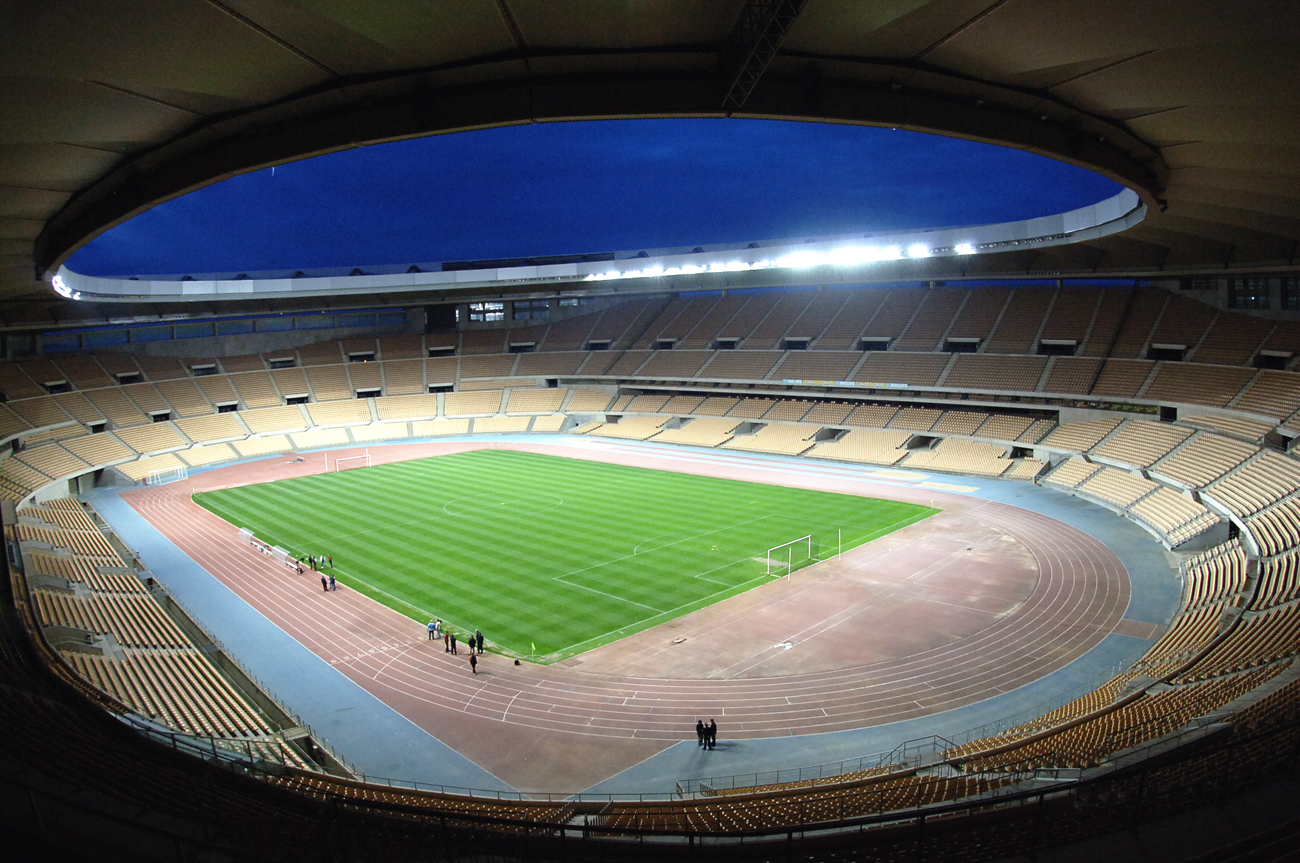
Sân vận động La Cartuja

Seville là quê hương của hai câu lạc bộ bóng đá đối địch: Real Betis Balompié và Sevilla Fútbol Club; cả hai đều thi đấu tại La Liga. Mỗi đội đã vô địch giải đấu một lần: Betis năm 1935 và Sevilla năm 1946. Chỉ Sevilla giành được các danh hiệu châu Âu, khi thắng liên tiếp các trận chung kết UEFA Cup năm 2006 và 2007, cùng các chức vô địch UEFA Europa League vào các năm 2014, 2015, 2016, 2020 và 2023. Trong khi đó, Betis lần đầu tiên vào chung kết châu Âu tại Chung kết UEFA Conference League 2025, để thua Chelsea F.C. với tỷ số 4–1. Các sân Ramón Sánchez Pizjuán và Benito Villamarín, lần lượt là sân nhà của Sevilla và Betis, từng là địa điểm thi đấu World Cup 1982. Sân của Sevilla cũng tổ chức Chung kết Cúp C1 châu Âu 1986, và sân đa năng được xây dựng năm 1999, La Cartuja, là nơi diễn ra Chung kết UEFA Cup 2003. Thành phố còn có một câu lạc bộ bóng rổ tại ACB League, Real Betis Baloncesto.
Seville đã từng đăng cai cả giải vô địch điền kinh trong nhà thế giới (1991) và giải điền kinh thế giới ngoài trời (1999), đồng thời tổ chức chung kết quần vợt Cúp Davis vào các năm 2004 và 2011. Thành phố từng không thành công trong việc đăng cai Thế vận hội Mùa hè 2004 và Thế vận hội Mùa hè 2008, với sân Sân vận động La Cartuja sức chứa 60.000 chỗ ngồi được thiết kế để tổ chức sự kiện. Sông Guadalquivir của Seville là một trong chỉ ba trung tâm huấn luyện chèo thuyền quốc tế được FISA phê chuẩn và là trung tâm duy nhất ở Tây Ban Nha; Giải vô địch chèo thuyền thế giới 2002 và Giải vô địch chèo thuyền châu Âu 2013 đã được tổ chức tại đây.

## Trong văn học và nghệ thuật
- Tiểu thuyết picaresque năm 1613 Rinconete y Cortadillo của Miguel de Cervantes lấy bối cảnh tại thành phố Seville.
- Tiểu thuyết La Femme et le pantin (Người đàn bà và con rối) (1898) của Pierre Louÿs, đã nhiều lần được chuyển thể thành phim, chủ yếu diễn ra ở Seville.
- Seville là bối cảnh của truyền thuyết Don Juan (lấy cảm hứng từ quý tộc Don Miguel de Mañara) trên Paseo Alcalde Marqués de Contadero.
- Seville là bối cảnh chính của nhiều vở opera nổi tiếng, trong đó có Carmen của Bizet (dựa trên tiểu thuyết của Mérimée), The Barber of Seville của Rossini, La forza del destino của Verdi, Fidelio của Beethoven, Don Giovanni và The Marriage of Figaro của Mozart, cùng Betrothal in a Monastery của Prokofiev.
- Seville là bối cảnh của tiểu thuyết The Seville Communion của Arturo Pérez-Reverte.
- Seville là địa điểm chính trong loạt phim truyền hình Doctor Who năm 1985 với tập "The Two Doctors".
- Seville cũng được dùng làm một trong những bối cảnh trong tiểu thuyết Digital Fortress của Dan Brown.
- Seville là bối cảnh trong tác phẩm The Orange Girl (Appelsinpiken) của Jostein Gaarder.
- Seville là quê hương của hai nhân vật chính trong bộ phim The Road to El Dorado (2000) của DreamWorks. Miguel và Tulio là hai kẻ lừa đảo trốn lên một con tàu tới Tân Thế giới, giành được bản đồ dẫn đến thành phố vàng huyền thoại El Dorado, và được người dân địa phương coi như thần thánh.
- Tác phẩm Spanish Testament của Arthur Koestler dựa trên trải nghiệm của tác giả khi bị giam tại nhà tù Seville, chịu án tử hình trong Nội chiến Tây Ban Nha.
- Tiểu thuyết hình sự The Hidden Assassins (2006) của Robert Wilson xoay quanh một vụ khủng bố ở Seville và bối cảnh chính trị, với nhiều chi tiết gắn liền đời sống địa phương.
- Plaza de España trong Công viên María Luisa xuất hiện trong Star Wars: Episode II – Attack of the Clones của George Lucas, trong The Dictator (2012) của Sacha Baron Cohen với vai trò cung điện của nhà độc tài Aladeen, và trong Lawrence of Arabia như là tổng hành dinh Quân đội Anh ở Cairo, trong khi sân trong được dùng làm Khách sạn Vua Alfonso XIII.
- Plaza de América cũng xuất hiện trong Lawrence of Arabia (thay thế cho Jerusalem) và trong phim El Cid của Anthony Mann. Nó cũng xuất hiện trong phim The Wind and the Lion (1975) với vai trò cung điện của Bashaw do Vladek Sheybal thủ vai.
- Alcázar và nhiều địa điểm khác xuất hiện trong loạt phim Game of Thrones với bối cảnh vương quốc Dorne.
- Trong bộ phim Assassin's Creed (2016), các Sát thủ Bậc thầy Aguilar de Nerha và Maria trốn thoát khỏi án tử và bị các Hiệp sĩ Dòng Đền truy đuổi khắp thành phố, cuối cùng thực hiện những cú "Leap of Faith" từ nhà thờ chính tòa Seville chưa hoàn thiện để chạy thoát.
- Trong Mission: Impossible 2, Ethan Hunt được cử đến Seville để chiêu mộ Nyah Nordoff-Hall.

## Trong du ký
- The Tomb in Seville (Ngôi mộ ở Seville) của Norman Lewis.

## Thành phố kết nghĩa
Seville có quan hệ kết nghĩa với các thành phố sau:
- Angers (Pháp), 1989.[145]
- Barcelona (Tây Ban Nha), 1987.[145][146]
- Buenos Aires (Argentina), 1976.[145][147]
- Columbus, Ohio (Hoa Kỳ), 1988.[145][148]
- Córdoba (Tây Ban Nha), 1908.[145]
- Guadalajara (Mexico), 1984.[145]
- La Habana (Cuba), 2007.[145][147][149][150]
- Kansas City, Missouri (Hoa Kỳ), 1969. Mối quan hệ kết nghĩa này bắt nguồn từ một bản sao nhỏ của tháp Giralda, tháp chuông nhà thờ chính tòa Sevilla, hiện diện tại Kansas City.[151][152]
- Laredo (Tây Ban Nha), 2017.[153]
- Marrakech (Ma-rốc), 2017.[154]
- Medina de Rioseco (Tây Ban Nha), 2016.[155]
- San Salvador (El Salvador), 2018.[156]
- Sevilla la Nueva (Tây Ban Nha).[145]

Quan hệ hợp tác
- Kraków (Ba Lan), 2002.[157]

## Danh hiệu
Seville đã được các vị vua và nguyên thủ Tây Ban Nha ban tặng nhiều danh hiệu trong suốt lịch sử.
- Rất Cao Quý (Muy Noble), được Vua Ferdinand III xứ Castile phong sau khi tái chiếm thành phố.
- Rất Trung Thành (Muy Leal), được Vua Alfonso X của Castile phong để tưởng thưởng sự ủng hộ của thành phố trong cuộc nổi loạn. Cũng thấy trong phương châm "NO8DO".
- Rất Anh Hùng (Muy Heroica), được Vua Ferdinand VII của Tây Ban Nha phong theo Sắc chỉ Hoàng gia ngày 13 tháng 10 năm 1817 để ghi nhận sự ủng hộ chống lại cuộc xâm lược của Pháp.
- Invictus (Bất khả chiến bại, tiếng Latin), được Nữ hoàng Isabella II của Tây Ban Nha ban tặng vì sự kháng cự của thành phố trước cuộc bao vây và pháo kích của Tướng Van Halen năm 1843.
- Mariana, được Tướng Francisco Franco ban năm 1946 để vinh danh lòng sùng kính của thành phố đối với Đức Trinh Nữ Maria.

## Nhân vật nổi bật

### Lịch sử
- Al-Mu'tamid ibn Abbad, vua Ả Rập của Sevilla kiêm thi sĩ (1040–1095)
- Thầy thuốc Avenzoar
- Gia tộc của nhà sử học, xã hội học Ả Rập Ibn Khaldun
- Thi sĩ thế kỷ 13 Ibn Sahl xứ Seville
- Luis del Alcázar, nhà thần học Dòng Tên, (1554–1613)
- Các nhà soạn nhạc Phục Hưng Cristóbal de Morales, Francisco Guerrero
- Tiểu thuyết gia thế kỷ 16 Mateo Alemán
- Các nhà viết kịch Lope de Rueda[159] và Anh em Alvarez Quintero
- Nhà sử học về Tân Tây Ban Nha Bartolomé de Las Casas
- Thống đốc thuộc địa La Florida và Cuba: Laureano de Torres y Ayala
- Thống đốc thuộc địa La Florida: Pablo de Hita y Salazar
- Họa sĩ Baroque Diego Velázquez, Valdés Leal và Bartolomé Esteban Murillo
- Nhà thám hiểm kiêm thiên văn học Antonio de Ulloa
- Thi sĩ Phục Hưng Fernando de Herrera và Gutierre de Cetina
- Maria Antonietta của Tây Ban Nha, Vương hậu Sardinia (1729–1785)
- Họa sĩ Costumbrista nổi bật José Jiménez Aranda, chuyên khắc họa xã hội Sevilla thế kỷ 19 và các công trình kiến trúc
- Thi sĩ Lãng mạn Gustavo Adolfo Bécquer[159]
- Các đấu sĩ bò tót Juan Belmonte, Curro Romero, Ignacio Sánchez Mejías, Emilio Muñoz và José Gómez Ortega
- Các chính trị gia thời Đệ nhị Cộng hòa Tây Ban Nha: Thủ tướng Diego Martinez, chính khách cộng sản José Díaz và chính khách Carlist Manuel Fal.

### Các nghệ sĩ thế kỷ 20
- Vicente Aleixandre (giải Nobel Văn học)
- Antonio và Manuel Machado
- Luis Cernuda
- Nhà soạn nhạc Joaquín Turina
- Drag queen Carmen Farala, quán quân mùa đầu tiên của Drag Race España
- Họa sĩ biếm họa William Haselden
- Nam diễn viên Juan Diego, Paco León
- Nữ diễn viên Soledad Miranda, Verónica Sánchez, Carmen Sevilla,[159] Paz Vega,[159] Azucena Hernández
- El Risitas, nghệ sĩ hài
- Diễn viên hài Manuel Summers
- Nghệ nhân thêu Esperanza Elena Caro
- Maria Pages, vũ công
- Jairo Barrull Fernández, vũ công flamenco người Di-gan Tây Ban Nha
- Enrique el cojo, vũ công và giáo viên flamenco
- Cristina Hoyos, vũ công flamenco, người sáng lập Museo del Baile Flamenco

### Người mẫu
- Teresa Sánchez López, Hoa hậu Toàn quốc tại cuộc thi Miss Spain 1984, đại diện Tây Ban Nha và đạt ngôi Á hậu 1 Miss Universe 1985
- Eva Maria González, hoa hậu và người mẫu, từng là Miss España 2003 (đại diện Andalusia)

### Ca sĩ
- Isabel Pantoja
- Juanita Reina
- Lole y Manuel
- Paquita Rico
- El Caracol
- Falete
- Pastora Soler
- Mala Rodríguez

### Vận động viên
- Các cầu thủ bóng đá José Antonio Reyes, Fernando "Nando" Muñoz, Ricardo Serna, Sergio Ramos, Jesús Navas, Antonio Puerta, Carlos Marchena, Manu Palancar, Jesús Capitán "Capi", Adrián, Olga Carmona, Irene Guerrero
- Vận động viên bơi Olympic Fátima Madrid
- Đấu sĩ bò tót Joaquín Rodríguez Ortega, biệt danh "Cagancho" (1903–1984)

### Nhân vật khác
- Sĩ quan hải quân Miguel Buiza Fernández-Palacios, từng giữ chức Tổng tư lệnh Hải quân Cộng hòa Tây Ban Nha
- Chính trị gia Felipe González, Thủ tướng Tây Ban Nha giai đoạn 1982–1996, và Alfonso Guerra, phó thủ tướng 1982–1991
- Tội phạm Manuel Delgado Villegas, kẻ giết người hàng loạt
- Nhà thần bí Bárbara de Santo Domingo